# Bon Jovi
Bon Jovi es una banda estadounidense de rock formada en 1983 en Nueva Jersey por su líder y vocalista, Jon Bon Jovi. La formación actual la completan el teclista David Bryan, el batería Tico Torres, el bajista Hugh McDonald, los guitarristas Phil X y John Shanks, y el percusionista Everett Bradley. El guitarrista Richie Sambora abandonó la formación en 2013 tras haber permanecido treinta años en ella. Es uno de los grupos de rock más exitosos de todos los tiempos, ha vendido más de 130 millones de discos y ofrecido más de 2800 conciertos en cincuenta países. Además está considerado como un icono global de la música y forma parte del Salón de la Fama del Rock and Roll.
Debutaron en 1984 con su álbum homónimo, cuyo sencillo «Runaway» fue el primero en entrar al Billboard Hot 100. En 1986 se dieron a conocer internacionalmente con la salida de Slippery When Wet, que se convirtió en el álbum más vendido de 1987 en los Estados Unidos y supuso un gran triunfo a nivel mundial con veintiocho millones de copias vendidas calculadas hasta 2008. La crítica musical considera que este lanzamiento impulsó al glam metal a entrar en la corriente principal y consagrarse en las listas de ventas. En 1988 publicaron New Jersey, con el que obtuvieron un impacto similar. Durante esos años lograron colocar cuatro sencillos en la cima del Hot 100: «You Give Love a Bad Name», «Livin' on a Prayer» —designada la mejor canción de los ochenta por la cadena VH1—, «Bad Medicine» y «I'll Be There for You».
En los años noventa se desmarcaron del sonido glam que les había caracterizado —género que decayó debido al auge del rock alternativo— y renovaron tanto su música como su vestuario. La salida de Keep the Faith en 1992 supuso una ruptura con el Bon Jovi de los ochenta, pero a pesar de recibir críticas por su cambio de estilo tuvo una buena acogida comercial y logró vender doce millones de ejemplares hasta 2002. En 1994 el recopilatorio Cross Road se convirtió en su segundo álbum más vendido con veintidós millones de copias, además obtuvieron cuatro discos de platino con su sencillo «Always». Con These Days (1995) orientaron su música hacia el pop rock contemporáneo, este álbum tuvo un buen recibimiento en Europa, Japón y Latinoamérica, pero no así en los Estados Unidos. En el año 2000 alcanzaron gran éxito y repercusión gracias al sencillo «It's My Life» del álbum Crush, que fue número uno en las listas de nueve países y consiguió diez discos de platino.
Durante la década de los dos mil publicaron varios álbumes de menor calado comercial que sus predecesores, algunos de corte positivo y festivo como Lost Highway (2007) y otros de una temática más seria como Bounce (2002) —en el que hablan de la tragedia del 11-S—, Have A Nice Day (2005) o The Circle (2009) —en los que reflexionan sobre temas de carácter social como la Gran Recesión de 2008 o los problemas de la clase trabajadora—. En los años dos mil diez continuaron por la senda de los temas sombríos y la reflexión social e incluso política, especialmente con What About Now (2013) y 2020 (2020), mientras que con This House Is Not For Sale (2016) y Forever (2024) se centraron más en hablar de sí mismos. Por otra parte, en 2007 obtuvieron su primer y único premio Grammy a la mejor colaboración vocal country por el sencillo «Who Says You Can't Go Home?», interpretado junto con Jennifer Nettles.

## Historia

### Formación y primeros trabajos:Bon Joviy7800º Fahrenheit(1978-1985)

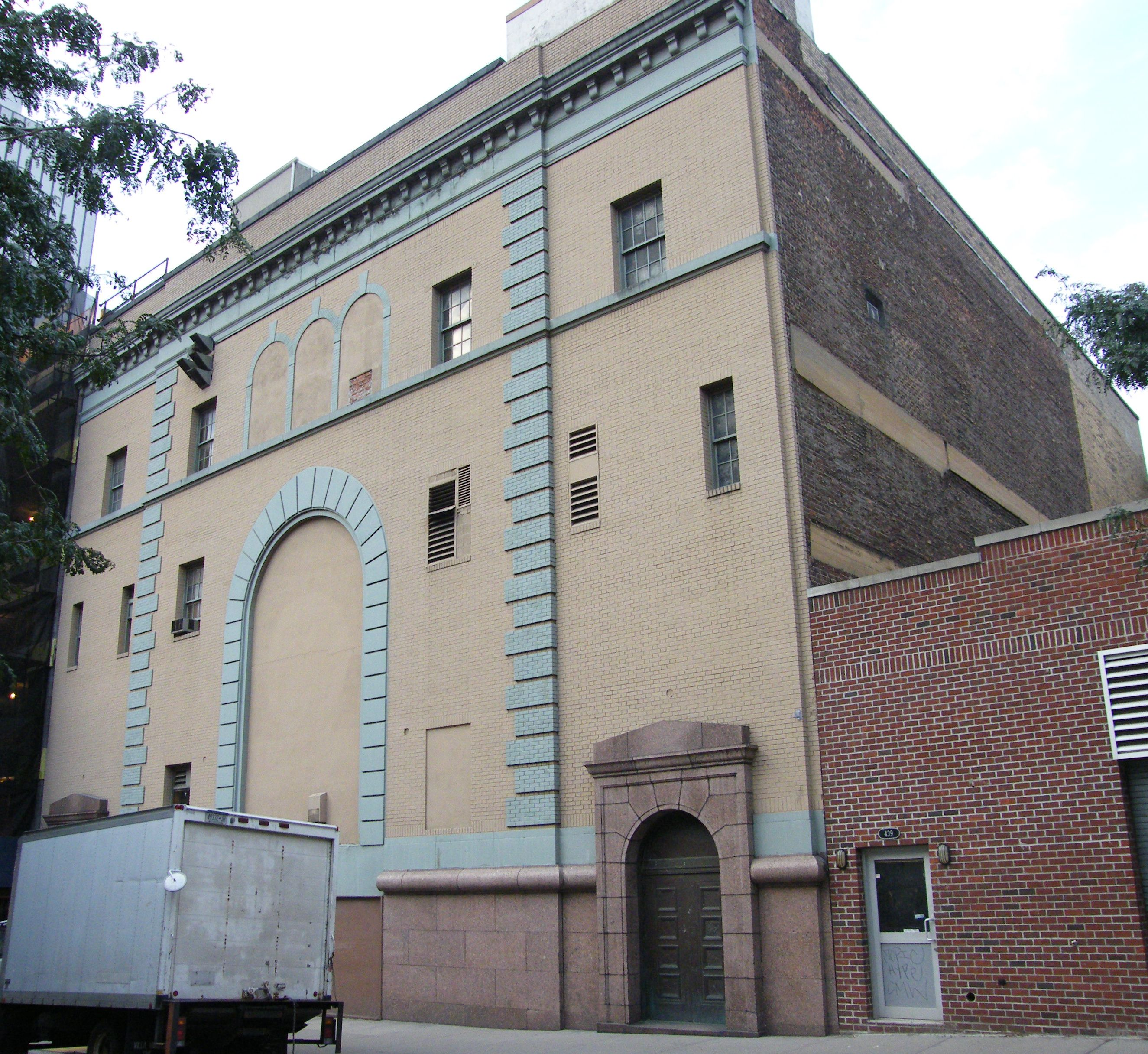
Los estudios Power Station en los que Jon Bon Jovi trabajó.

John Bongiovi y David Raschbaum se conocieron en el instituto de Sayreville (Nueva Jersey). Los dos solían ensayar juntos después de clase y en 1978 formaron el conjunto escolar de rythm & blues Atlantic City Expressway, en el que versionaban a otros artistas. Comenzaron actuando en bailes escolares y algunos bares locales, pero pronto se ganaron cierta reputación en los clubes de South Jersey. A finales de 1979 Raschbaum ingresó al conservatorio Juilliard de Nueva York para estudiar música, mientras que Bongiovi se unió a The Rest, que le dio la oportunidad de escribir y tocar sus propias canciones, en este caso más orientadas al hard rock. Uno de esos temas, «Shot Through The Heart» —coescrito junto con su compañero y líder del grupo Jack Ponti— formaría parte del primer álbum de Bon Jovi. El mayor logro de The Rest fue hacer de teloneros para Hall & Oates en Nueva Jersey, ante un aforo de 20 000 espectadores. Sin embargo, frustrado por la falta de interés de las discográficas, Jack Ponti decidió disolverlo.
En 1980 Bongiovi se marchó a Nueva York, donde comenzó a trabajar como conserje en los estudios Power Station, propiedad de su primo Tony Bongiovi. Su trabajo le permitió conocer personalmente a un gran número de músicos como el guitarrista Aldo Nova o el vocalista de Aerosmith, Steven Tyler, y pudo ver grabar a artistas como Queen, The Rolling Stones o David Bowie. Durante su estancia en la La Gran Manzana ganó algo de dinero extra tocando para varios conjuntos en los bares de la zona, y después formó The Wild One junto con su viejo amigo David Raschbaum, quién posteriormente abandonó sus estudios en el conservatorio Juilliard para unirse definitivamente a Bon Jovi. El roquero aprovechaba sus ratos libres para escribir algunas canciones que su primo le permitía grabar cuando el estudio estaba vacío, incluyendo una con Billy Squier y otra con Southside Johnny; en 1997 estas pistas fueron publicadas en un recopilatorio titulado The Power Station Years. Southside Johnny quedó tan impresionado con Bongiovi que invitó a The Wild One a abrir algunos de sus espectáculos locales. Más adelante el roquero reunió a un elenco de músicos profesionales, entre ellos Roy Bittan de la E Street Band, Tim Pierce, Frankie LaRocka y Hugh McDonald, con los que grabó cuatro demos que envió a distintas discográficas, pero no logró llamar su atención.

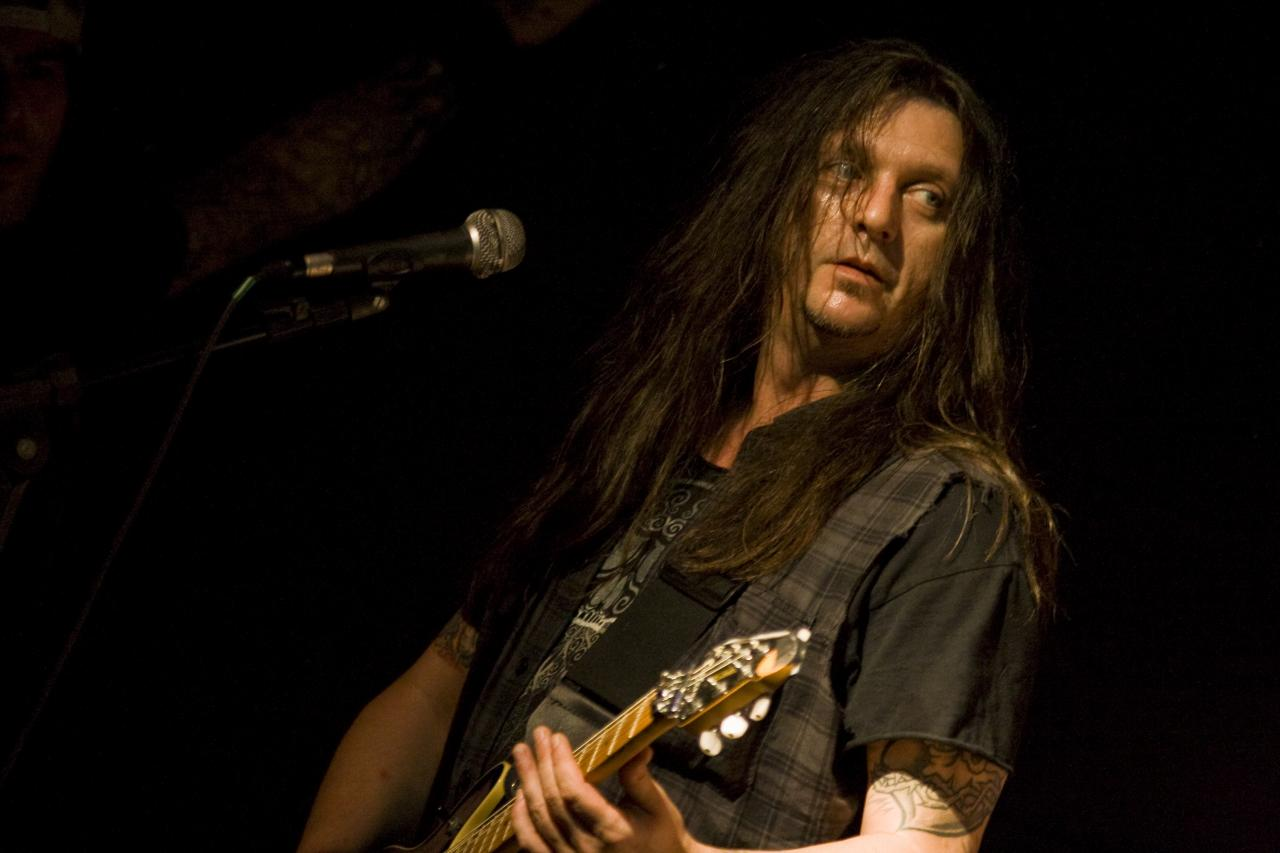
Dave Sabo actuando con Skid Row.

Quien sí se interesó en él fue Chip Hobart, director de un programa de radio en la emisora neoyorquina WAPP, que incluyó el tema «Runaway» en su álbum de promoción de artistas locales Home Grown de 1982. La canción resultó ser un éxito y pronto comenzó a reproducirse en emisoras de todo el país. Esto llamó la atención de las grandes discográficas como Atlantic o PolyGram, y finalmente firmó su primer contrato con esta última. El único problema era que el nombre Bongiovi sonaba demasiado italiano, por lo que la compañía le sugirió que buscase algo más comercial, así que escogió Jon Bon Jovi como su nombre artístico. Para formar la banda, primero reclutó al teclista David Raschbaum —que más adelante adquirió el nombre artístico de David Bryan—, después llegó Alec John Such, bajista de The Message, quien a su vez recomendó contratar al batería cubano Tico Torres, que ya tenía una larga trayectoria profesional. Dave Sabo ocupó inicialmente el puesto de guitarrista, pero pronto lo sustituyó Richie Sambora, antiguo compañero de Such en The Message. Sambora había visto a la banda en vivo y después de presentarse al casting, el vocalista lo escogió. En un principio barajaron varios nombres, pero Pamela Maher (empleada del mánager Doc McGhee) sugirió el apelativo de Bon Jovi, siguiendo el ejemplo de los hermanos Van Halen. Aunque inicialmente no estaban muy entusiasmados con la idea, finalmente eligieron ese nombre.
A finales de 1983, tuvieron su primera gran aparición como teloneros de ZZ Top en el Madison Square Garden, donde Alec John Such salió al escenario con una pistola y apuntó al público. Al finalizar la actuación la policía lo detuvo, pero finalmente todo se saldó con una multa y la promesa de no volver a hacerlo. El 21 de enero de 1984 publicaron su álbum debut, Bon Jovi, con el que llegaron al puesto 43 del Billboard 200 y al 71 del UK Albums Chart. Junto con este trabajo lanzaron los sencillos «Runaway» y «She Don't Know Me», ambos se posicionaron en los puestos 39 y 48 del Billboard Hot 100 respectivamente. Más tarde sacaron «Burning For Love» como sencillo exclusivo para Japón. Para promocionar el álbum, acompañaron a Scorpions en su gira Love at First Sting Tour por Norteamérica y a Kiss en el Animalize World Tour por Europa. Además, participaron en la gira Super Rock '84 de Japón junto con Whitesnake y Scorpions. En 1985 recibieron el disco de oro en los Estados Unidos con el álbum 7800° Fahrenheit, producido por Lance Quinn, del cual se lanzaron los sencillos «Only Lonely», «In and Out of Love», «The Hardest Part Is the Night» y «Silent Night», pero tan solo los dos primeros lograron entrar al Hot 100. El disco atrajo cierto interés, pero no el éxito que deseaban, además no recibió buenas críticas por parte de la prensa musical que llegó a calificarlo de «mediocre». El 7800º Fahrenheit Tour se desarrolló principalmente en los Estados Unidos, donde acompañaron a Ratt, pero también ofrecieron algunos conciertos en Europa y Japón. Ese mismo año participaron por primera vez en el festival Monsters of Rock compartiendo lista con Metallica, Ratt, Marillion, Magnum y los cabeza de cartel ZZ Top.

### Los años dorados:Slippery When WetyNew Jersey(1986-1990)

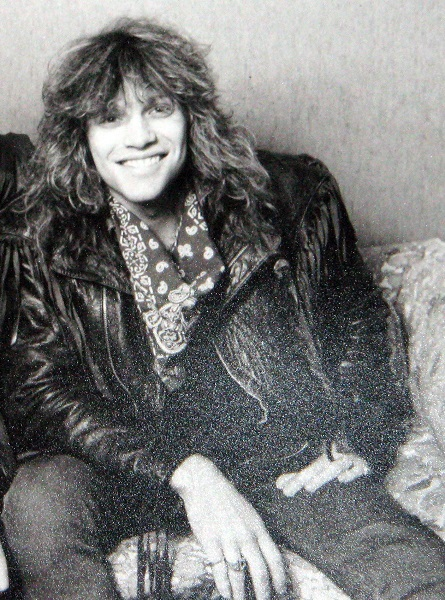
Jon Bon Jovi en 1987.

Tras no obtener la repercusión deseada con su anterior lanzamiento, se pusieron a trabajar con el compositor Desmond Child, con quien compusieron tres de los temas para su tercer LP, Slippery When Wet: «Livin' on a Prayer», «You Give Love a Bad Name» y «Without Love». Bruce Fairbairn y Bob Rock quedaron a cargo de la producción y mezcla respectivamente. Según Andrew Leahey de Allmusic, este álbum «presentó una combinación simplificada de pop, hard rock y metal que atrajo a todos, especialmente a las chicas, a quienes el heavy metal tradicional a menudo ignoraba». Antes de su lanzamiento, PolyGram vetó la portada original porque en ella aparecía una chica de grandes pechos con una camiseta amarilla de Slippery When Wet (inspirada en las señales de precaución de las autopistas estadounidenses) y la sustituyó por un diseño más opaco; aunque en la edición japonesa se respetó la cubierta original. Con este trabajo dieron el salto a la fama internacional: en Estados Unidos logró ser el disco más vendido de 1987 y uno de los más exitosos de la década, y a nivel mundial vendió 28 millones de copias calculadas hasta 2008. También alcanzó el número uno del Billboard 200, donde se mantuvo entre los cinco primeros lugares durante treinta y ocho semanas y no bajó del décimo durante cuarenta y seis. Además, consiguió el disco de diamante en Canadá, doce discos de platino en los Estados Unidos, seis en Australia, tres en el Reino Unido, dos en Suiza y uno en España, Alemania, Países Bajos y Finlandia. En cuanto a los sencillos, «You Give Love a Bad Name» y «Livin' On a Prayer» llegaron al número uno del Billboard Hot 100, mientras que «Wanted Dead or Alive» se posicionó entre los diez primeros. Slippery When Wet no solo catapultó a Bon Jovi a la fama, también supuso el impulso definitivo para que el glam metal entrara oficialmente en la corriente mainstream. La gran repercusión del álbum les llevó a realizar una extensa gira —denominada Without End Tour— que duró un año y medio. En total ofrecieron 232 conciertos en los que visitaron países de Norteamérica, Europa, Asia y Oceanía. El 22 de agosto de 1987 actuaron por segunda vez en el festival Monsters of Rock, esta vez como cabezas de cartel, donde compartieron lista con Metallica, Dio, Anthrax, W.A.S.P. y Cinderella. Al final del concierto salieron al escenario Bruce Dickinson de Iron Maiden, Paul Stanley de Kiss y Dee Snider de Twisted Sister para poner el broche final al evento.

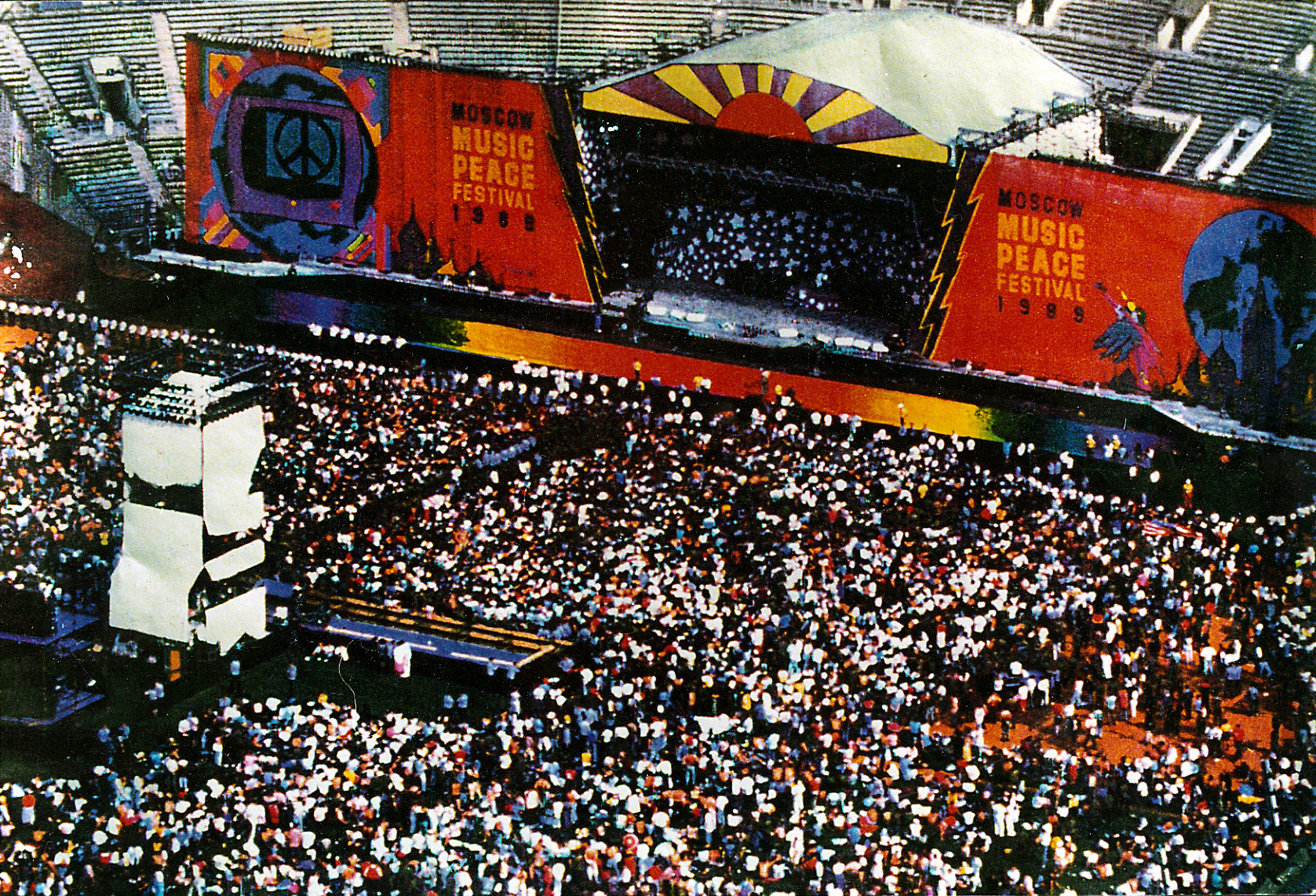
Escenario del Moscow Music Peace Festival.

Para la composición de su cuarto disco, New Jersey, volvieron a contar con la colaboración de Desmond Child, Bruce Fairbairn y Bob Rock. Inicialmente habían grabado canciones suficientes como para lanzar un álbum doble que iba a llamarse Songs of Beaches, pero la compañía discográfica descartó la idea; tuvieron que pasar muchos años hasta que esas canciones fueron publicadas en la edición de lujo de 2014. Este LP vio la luz en 1988 y vendió dieciocho millones de copias alrededor del mundo, además alcanzó el primer puesto de las listas Billboard 200 y UK Albums Chart. Asimismo, batieron su propio récord al posicionar cinco sencillos en el Hot 100: «Bad Medicine» y «I'll Be There For You» lograron el primer lugar, mientras que «Born to Be My Baby», «Lay Your Hands On Me» y «Living In Sin» se colocaron entre los diez primeros.
El New Jersey Syndicate Tour duró dieciséis meses y contó con 222 conciertos, en los que tuvieron como teloneros a Cinderella o Vixen, entre otros. Durante la gira visitaron por primera vez algunos países como Italia, Portugal o España —donde actuaron en Madrid, Barcelona y San Sebastián— como también Latinoamérica, con conciertos en México, Chile, Argentina y Brasil, destacando su participación en el festival Hollywood Rock celebrado en Río de Janeiro. También viajaron a la Unión Soviética para participar en el Moscow Music Peace Festival, un evento en apoyo a la paz mundial y con el que se intentó lograr cooperación internacional para combatir las drogas. A finales de 1989 Jon Bon Jovi y Richie Sambora actuaron en la gala de entrega de los premios MTV Video Music Awards, donde interpretaron las canciones «Livin' On a Prayer» y «Wanted Dead or Alive» en acústico. La presentación fue un éxito e inspiró a la cadena para crear los especiales acústicos MTV Unplugged, los cuales tuvieron una gran acogida. Tras esto, el desgaste físico y mental ocasionado por la extenuante gira derivó en un periodo de descanso que les mantuvo prácticamente inactivos durante un par de años.

### El primer paréntesis (1990-1992)

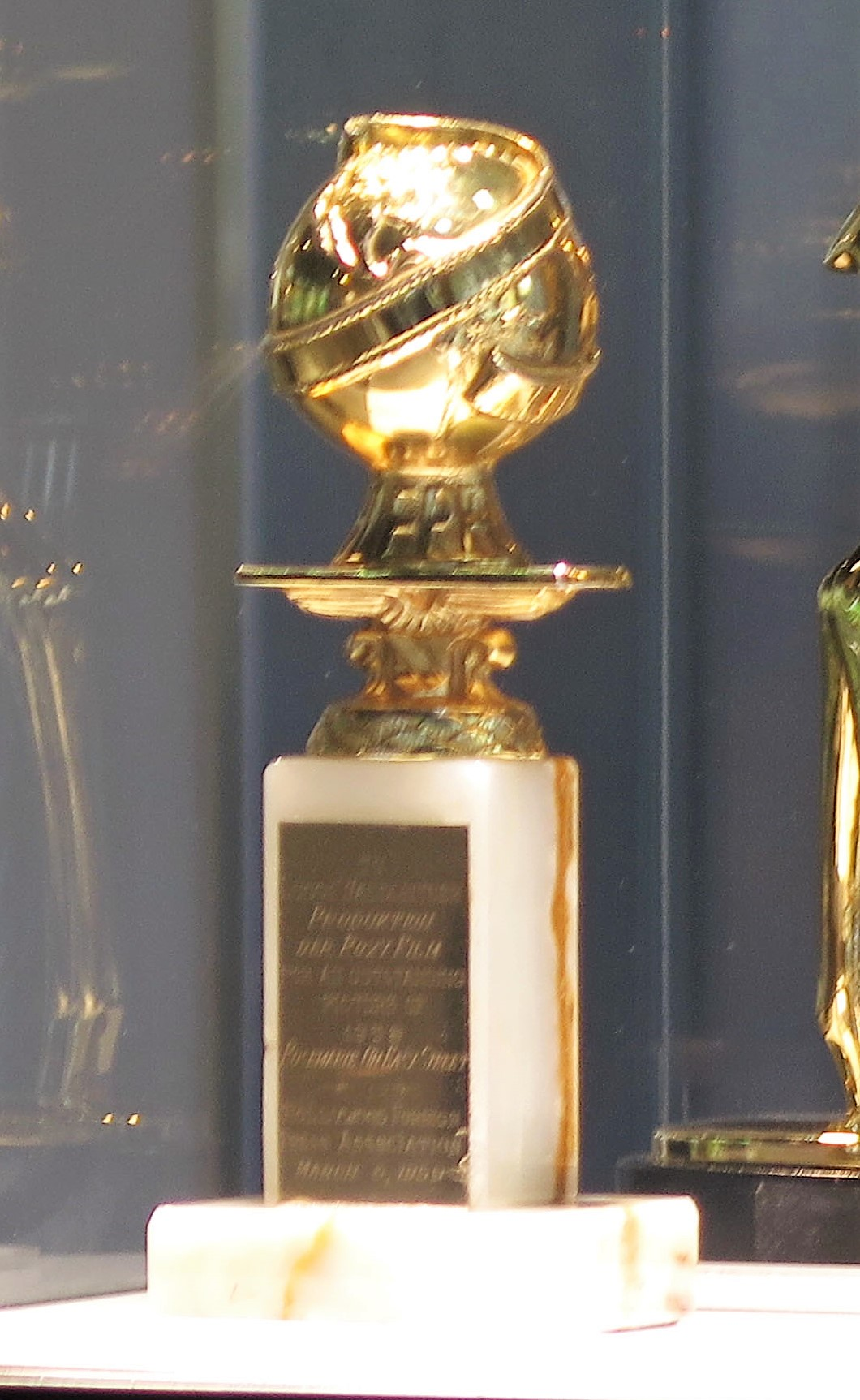
Jon Bon Jovi ganó un Globo de Oro a la mejor Canción Original por «Blaze of Glory».

La inactividad del grupo a principios de los años noventa llevó a pensar en su disolución, esta idea se vio alimentada cuando en 1990 Jon Bon Jovi editó su primer trabajo en solitario, Blaze of Glory, que constituyó la banda sonora de la película Young Guns II. En un principio los realizadores del filme le habían pedido permiso para utilizar «Wanted Dead or Alive», pero el roquero pensó que la letra no encajaría con la cinta, así que les propuso crear una canción nueva que finalmente se convirtió en un álbum completo. En la grabación de este disco participaron artistas como Little Richard, Jeff Beck, Aldo Nova y Elton John. Su primer sencillo, «Blaze of Glory», alcanzó el número uno en las listas Billboard Hot 100 y Mainstream Rock. Además, logró una nominación al Óscar en la categoría de mejor canción de película, lo que llevó a los miembros de Bon Jovi a reunirse nuevamente para interpretarla en la gala de entrega de premios. También ganó un Globo de Oro a la mejor canción original y consiguió el premio a la canción de pop/rock favorita en los American Music Awards. «Miracle» fue lanzado como el segundo sencillo y llegó al puesto 12 del Billboard Hot 100 y al 20 en la lista Mainstream Rock. El álbum obtuvo dos discos de platino en los Estados Unidos y el oro en el Reino Unido.
Mientras tanto Sambora editó su primer trabajo como solista, Stranger in this Town, en el que predomina el blues rock, pero también toca otros estilos como soul, pop y rock. A pesar de cosechar un éxito moderado, los críticos lo valoraron muy positivamente. Para su grabación contó con la colaboración de Tico Torres, David Bryan y el bajista Tony Levin. Además, Eric Clapton interpretó el solo en «Mr. Bluesman». El álbum llegó al puesto 36 del Billboard 200 y al 20 en la lista del Reino Unido. «Ballad of Youth» fue el sencillo que mejor acogida tuvo al posicionarse en el puesto 13 del Mainstream Rock y el 63 del Hot 100, mientras que «Stranger In This Town» se posicionó entre los cuarenta primeros del Mainstream Rock; el resto no ingresaron en las mencionadas listas. Por su parte, David Bryan compuso la banda sonora de la película Netherworld, que grabó junto con Edgar Winter.

### La renovación musical:Keep the FaithyThese Days(1992-1996)
Cuando Bon Jovi se reagrupó en 1992 la escena musical había cambiado por completo debido al auge del rock alternativo, que obligó a los grupos de hard rock a reinventarse para poder sobrevivir en la nueva década. El 3 de noviembre de 1992 editaron su quinto álbum, Keep the Faith, que una vez más contó con la colaboración de Bob Rock y Desmond Child. Con esta producción la banda experimentó un cambio significativo tanto en su música como en su apariencia. En el apartado musical, dejaron atrás las festivas melodías ochenteras y optaron por un hard rock más maduro con unas letras más serias, a la vez que recuperaron la esencia del rock clásico con algunas pinceladas de blues, pero sin dejar de lado la notable influencia de Bruce Springsteen. Esta transformación provocó algunas críticas que se incrementaron debido al cambio radical de su apariencia. El conjunto abandonó la estética glam que les había acompañado desde sus inicios y adoptaron un estilo más acorde a la moda de los noventa.
A pesar de las críticas, Keep the Faith llegó a vender doce millones de copias en todo el mundo hasta 2002. El sencillo que mejor acogida tuvo fue «Bed of Roses», que alcanzó el puesto 10 del Billboard Hot 100 y el 13 del UK Singles Chart, además de lograr el disco de oro en Australia. Por su parte «Keep the Faith», «In These Arms» y «Dry County» se posicionaron entre los diez primeros de la lista británica. En 1993 se embarcaron en una extensa gira mundial, denominada Keep the Faith Tour/I'll Sleep When I'm Dead Tour, que les llevó a visitar por primera vez países de Latinoamérica, Europa, Asia y Australia. En total actuaron en treinta y siete países y realizaron 177 conciertos en los que se dieron cita dos millones y medio de personas. Poco antes de la salida del álbum ofrecieron una actuación en directo para la MTV, con un formato similar, pero diferente al de los MTV Unplugged, donde interpretaron —tanto en eléctrico como en acústico— algunos de sus temas clásicos, versiones de otros artistas y varias canciones de Keep the Faith. El espectáculo se llevó a cabo en los estudios Astoria de Nueva York y se lanzó en vídeo bajo el nombre de An Evening With Bon Jovi.
En 1994 lanzaron al mercado Cross Road, un recopilatorio de grandes éxitos con el que llegaron a vender veintidós millones de copias a nivel mundial. Además, vino acompañado de dos temas nuevos, «Someday I'll Be Saturday Night» y «Always», este último obtuvo cuatro discos de platino (dos en Australia, uno en los Estados Unidos y otro en el Reino Unido), alcanzó el cuarto puesto del Hot 100 y el segundo de la lista británica. En diciembre de 1994 realizaron una minigira por Norteamérica para promocionar el recopilatorio. Ese mismo año el bajista Alec John Such abandonó la formación definitivamente y su lugar lo ocupó Hugh McDonald, quien ya había trabajado con Jon Bon Jovi en la grabación de su tema «Runaway» en 1982, si bien se incorporó tomando un papel secundario dentro del grupo que se convirtió así en un cuarteto.
El 27 de junio de 1995 lanzaron al mercado su sexta producción, These Days, que poseía un sonido y unas letras más maduras con el que dejaban atrás su visión optimista del mundo y reflexionaba sobre temas de carácter social. Como lo habían hecho con Keep the Faith, volvieron a modificar su sonido para encajar mejor con el nuevo panorama dominado por el rock alternativo. En este caso optaron por hacer un álbum de pop rock contemporáneo en el que destaca la presencia de un gran número de baladas, pero también incluye algunos temas de hard rock con aires a rock alternativo.

«¿Cuántas bandas alternativas más puedes soportar antes de que quieras vomitar? Me imagino que la moda es moda, y hemos existido el tiempo suficiente para que la moda vaya y venga. Y los buenos sobrevivirán —Pearl Jam seguirá existiendo— y los malos harán un segundo o tercer álbum y se desvanecerán. No puedo fingir que escribo lo que no escribo, y no voy saltar al barco de la moda porque sería una tontería. Estoy escribiendo cosas que significan algo para mí, y espero que a la gente le gusten. Esa es la única actitud que puedo adoptar».
Jon Bon Jovi en 1994.

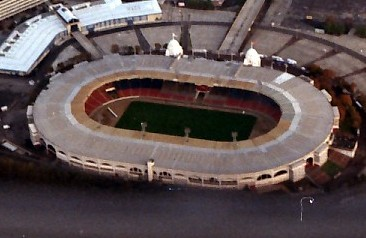
El antiguo estadio de Wembley en el que Bon Jovi actuó en junio de 1995.

El álbum vendió un millón de copias y logró un disco de platino en los Estados Unidos, donde, sin embargo, no fue tan bien recibido como sus predecesores. Sí tuvo un gran éxito en otros países, especialmente en Europa, donde consiguió ocho discos de platino (dos en el Reino Unido y en España, y uno en Austria, Finlandia, Países Bajos y Suiza) y llegó al número uno en las listas de doce países. También tuvo una buena acogida en Japón —donde fue número uno— y en Latinoamérica —destacando el tercer puesto en la lista de Argentina—. En cuanto a los sencillos, obtuvieron una gran acogida en el Reino Unido, donde «This Ain't a Love Song», «Something for the Pain», «Lie to Me» y «These Days» se posicionaron entre los diez primeros de la lista. Sin embargo, solo consiguieron introducir dos sencillos en el Hot 100: «This Ain't a Love Song» (puesto 14) y el doble sencillo «Lie To Me/Something For The Pain» (puesto 76). Por otra parte, la balada «Como yo nadie te ha amado» —versión en español de «This Ain't a Love Song»— alcanzó el número uno en las principales listas de Latinoamérica.
El These Days Tour comenzó en abril de 1995 y actuaron en lugares como Asia, Europa, América, Oceanía y Sudáfrica. En junio tocaron en el antiguo Estadio Wembley de Londres con tres noches seguidas a lleno completo (23, 24 y 25 de junio, con 72 000 personas cada día). En ellos aprovecharon para tocar varios temas del nuevo álbum que acababa de salir a la venta, además de algún tema promocional como «Good Guys Don't Always Wear White», perteneciente a la banda sonora de la película The Cowboy Way. La tercera noche fue grabada y editada en VHS bajo el título Live From London —sin embargo, solo se recopilaron once temas de ese espectáculo, que tuvo más de veinte—. En 2003 el vídeo del concierto fue reeditado en DVD, pero no se incluyó ninguna canción nueva. Durante la gira mundial viajaron varias veces a España donde tocaron en Barcelona, Madrid, Gijón y Pamplona. Mientras que en la gira latinoamericana ofrecieron conciertos en Argentina, Brasil, Colombia, Ecuador, México y Venezuela. A mediados de 1996 dieron por concluido el These Days Tour tras de más de un año. Después, las obligaciones familiares de los miembros del grupo —pues muchos estaban casados o tenían hijos— sumado al agotamiento tras realizar dos giras seguidas de larga duración, provocó que decidieran hacer un nuevo paréntesis por tiempo indefinido.

### Nueva aventura en solitario (1997-1999)
En 1997 Jon Bon Jovi lanzó su segundo álbum como solista, Destination Anywhere, que poseía un pop rock contemporáneo con canciones de corte suave y melódico con el que continuaba por la senda marcada por These Days, pero con un sonido aún más adulto, más maduro y menos grandilocuente. También publicó una versión en español del tema «Staring at Your Window» —titulado «Miro a tu ventana»— que se incluyó como tema extra en la versión latinoamericana. En esos años el vocalista realizó también algunos trabajos como modelo y actor apareciendo en algunas películas como Little City, Moonlight and Valentino y Destination Anywhere. En esta última comparte el protagonismo con la actriz Demi Moore. Por su parte, Richie Sambora editó Undiscovered Soul en 1998 y David Bryan hizo lo propio con Lunar Eclipse en 2000; un álbum instrumental con canciones tocadas a piano que incluyó dos versiones de los temas «Keep the Faith» e «In These Arms» interpretadas por él. Mientras tanto Tico Torres se casó con la modelo Eva Herzigová y a los dos años se divorció, según él, por motivos de trabajo.
El 31 de enero de 1998 Jon Bon Jovi organizó un evento benéfico llamado Jon Bon Jovi and Friends Come Together en homenaje a Patrick King, un policía de Nueva Jersey que había sido asesinado el 20 de noviembre de 1997; a este evento fueron invitados Bruce Springsteen, Danny DeVito, Little Steven, Southside Johnny y los miembros de Bon Jovi. Más tarde el vocalista participó en el evento humanitario Pavarotti & Friends donde interpretó junto con Luciano Pavarotti la canción «Let It Rain». En 1999 se lanzó un videoclip con el nuevo tema «Real Life» —compuesto para la banda sonora de la serie televisiva EDtv— donde aparece el grupo reunido (a excepción de David Bryan, que había sufrido un accidente donde casi pierde su mano).

### Un regreso exitoso:Crush,BounceyHave A Nice Day(2000-2006)

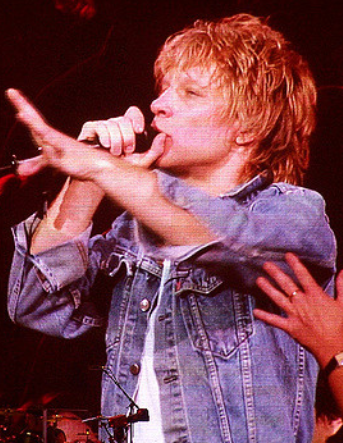
Jon Bon Jovi durante un concierto en 2003.

Como ya ocurrió tras el anterior parón, existió cierto escepticismo sobre el regreso de la banda. Bon Jovi publicó el álbum Crush en junio de 2000 y, como ya sucedió en la década anterior, volvieron a renovar su imagen y modernizaron su música. En él, mezclaba canciones de rock y pop rock, cuyo sonido viene influenciado por las baladas contemporáneas de Bryan Adams («Thank You for Loving Me»), el britpop de The Beatles («Say It Isn't So»), o el glam británico de T-Rex o David Bowie («Captain Crash and the Beauty Queen From Mars»). El álbum resultó ser un éxito, vendieron ocho millones de copias a nivel mundial y obtuvieron discos de platino en más de veinticinco países; entre ellos cuatro en Japón, tres en Suiza, dos en Estados Unidos, Canadá, Australia, Corea del Sur, España, Alemania e Italia, y uno en el Reino Unido y Argentina. Gran parte de este triunfo se debió al sencillo «It´s My Life», con el que alcanzaron el número uno en las listas de nueve países y consiguieron diez discos de platino. Además, su videoclip ganó el galardón al mejor vídeo del año en los premios VH-1. Después lanzaron «Say It Isn't So» como segundo sencillo —cuyo videoclip rodaron en Hollywood y contaron con la aparición de rostros famosos como Arnold Schwarzenegger, Claudia Schiffer, Emilio Estevez y Matt LeBlanc— y la balada «Thank You For Loving Me» como el tercero, ambos llegaron a los puestos 10 y 12 del UK Albums Chart respectivamente. Crush recibió una nominación al Grammy en la categoría de mejor álbum de rock y el sencillo «It's My Life» otra en la de mejor interpretación de rock de grupo o dúo. Durante la gira fueron los encargados de ofrecer las últimas presentaciones acontecidas en el Estadio Wembley de Londres antes de ser demolido, con dos actuaciones a lleno completo en las que reunieron a 82 000 personas cada noche.
A principios de 2001 publicaron One Wild Night Live 1985-2001, un recopilatorio de canciones en vivo que abarcan desde su primera gira en 1985 hasta ese año. Este disco no contenía canciones nuevas, pero si una versión de «One Wild Night» (Crush) titulada «One Wild Night 2001», que les sirvió como sencillo para promocionarlo y escaló hasta el décimo puesto en la lista del Reino Unido; el otro sencillo fue una versión en vivo de «Wanted Dead or Alive». También incluyeron dos versiones de otros artistas, «I Don't Like Mondays» de Bob Geldof y «Rockin' in the Free World» de Neil Young. Ese mismo año también editaron un DVD con el concierto que ofrecieron el 28 de agosto de 2000 en Zúrich (Suiza) titulado The Crush Tour, que a diferencia del anterior vídeo en directo —Live From London— si incluyó el show completo. A mediados de 2001, durante el One Wild Night Tour, el antiguo bajista Alec John Such se reunió brevemente con sus viejos compañeros en un concierto en Filadelfia.
En octubre de 2002 lanzaron el disco Bounce inspirado en las tragedias de los atentados del 11 de septiembre de 2001 en Nueva York, que rompió con el sonido cálido y melódico del disco anterior, presentando uno más metalero y pesado, mezclado con un gran número de baladas melancólicas. Stephen Thomas Erlewine de Allmusic lo tachó de excesivamente pesado y resaltó su notoria seriedad y el cambio tan brusco con respecto a Crush. De este álbum lograron introducir tres sencillos en la lista británica: «Everyday» se posicionó en el puesto 5, la balada «All About Loving You» llegó al 9 y «Misunderstood» se quedó en el 21. El primero también recibió una nominación al Grammy a la interpretación pop de grupo o dúo en 2003. La promoción incluyó como novedad una actuación en el Times Square de Nueva York llevada a cabo el 5 de septiembre para marcar el inicio de la nueva temporada de la NFL. Cabe mencionar que durante el Bounce Tour realizaron actuaciones gratuitas en acústico previas a los conciertos en varias ciudades como Barcelona o Sídney.

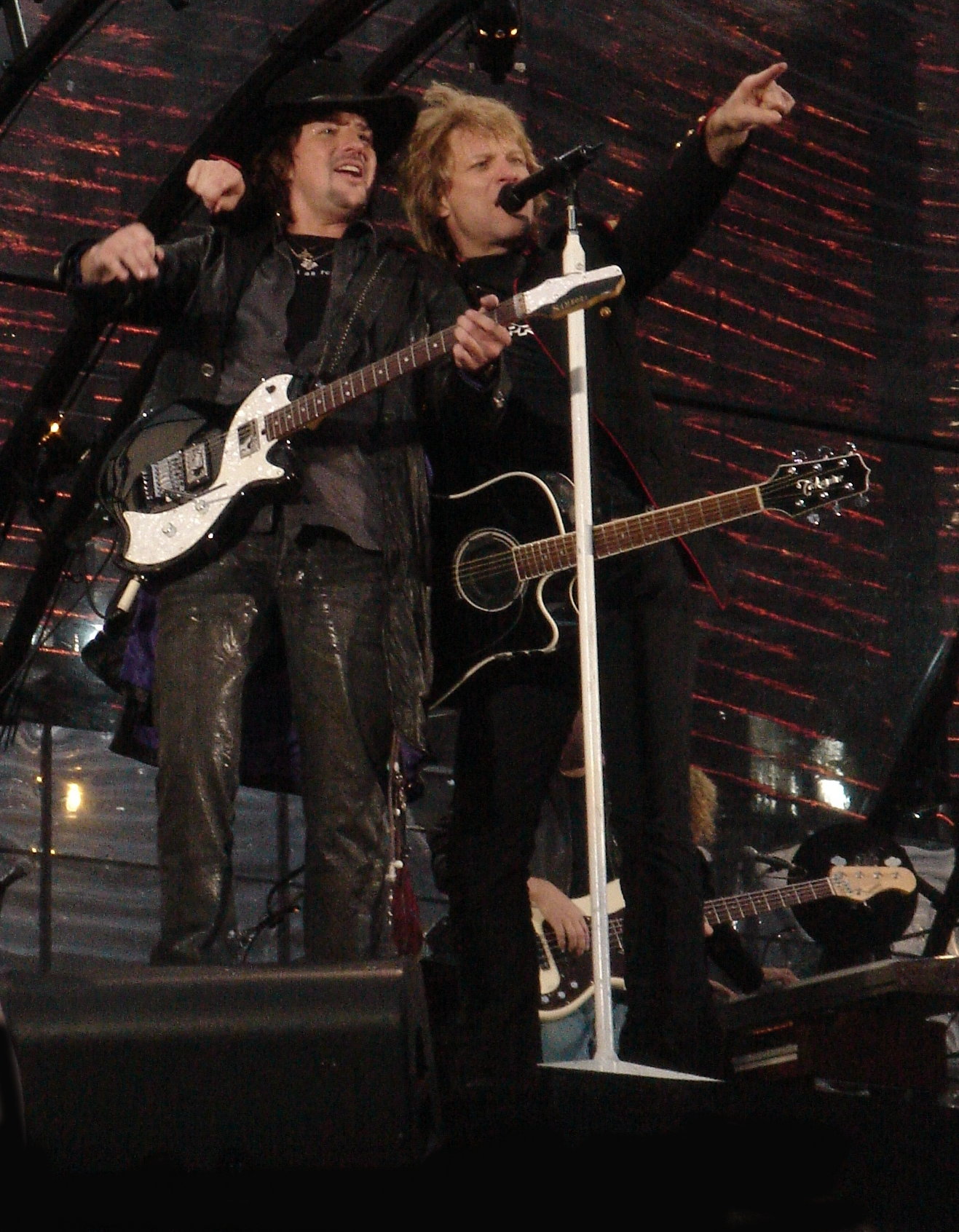
Richie Sambora y Jon Bon Jovi en el Have a Nice Day Tour.

En noviembre de ese año publicaron This Left Feels Right, un disco en el que recopilaban varios de sus éxitos interpretados en acústico. Esta fue una publicación algo improvisada, ya que su intención original era editar un álbum en vivo basado en sets acústicos grabados en Japón durante la última gira. Al mismo tiempo, Bon Jovi realizó un concierto acústico en el Hotel Borgata de Nueva Jersey para promocionar el recopilatorio, que más tarde lanzaron en DVD bajo el nombre This Left Feels Right Live e incluyeron dos temas nuevos «Thief Of Hearts» y «Last Man Standing» —excluidos originalmente de This Left Feels Right— además de un segundo disco con canciones en vivo de la gira Bounce y algunos extras. En 2004 la banda recibió un premio al mérito en los American Music Awards. Posteriormente publicaron la caja recopilatoria 100'000,000 Bon Jovi Fans Can't be Wrong, una colección de cuatro CD y un DVD donde reunieron a cincuenta canciones, la mayoría eran demos que no habían tenido cabida en anteriores álbumes, versiones de caras B y algunas canciones pertenecientes a bandas sonoras de películas. Para promocionarla editaron el sencillo «The Radio Save My Life Tonight», un tema compuesto en 1992 para el álbum Keep the Faith que se quedó fuera. El diseño de la portada era una copia de un recopilatorio de Elvis Presley, lo que originó críticas por parte de algunos sectores. En julio de 2005 Bon Jovi participó en el Live 8, un evento benéfico para recaudar fondos contra la pobreza mundial organizado por Bob Geldof e inspirado en el Live Aid de 1985. Allí interpretaron el sencillo «Have a Nice Day» de su futuro álbum, además de los clásicos «Livin' On A Prayer» e «It's My Life».
En septiembre salió a la venta Have a Nice Day, con la que continuaban en la línea del hard rock de Bounce, pero combinado con canciones más suaves y melódicas. Con este trabajo retomaron el trasfondo serio de su antecesor, escribiendo una serie de canciones de neo-protesta enojadas y sombrías que, sin llegar a ser explícitas, mostraban su disconformidad con el mundo y con la dirección que estaba tomando la industria musical. Dicha producción vendió más de tres millones de copias y alcanzó el número uno en ocho países, mientras que en los Estados Unidos debutó en el número dos del Billboard 200. Sus sencillos «Have A Nice Day», «Welcome To Wherever You Are» y «Who Says You Can't Go Home?», alcanzaron las posiciones 6, 12 y 5 de la lista británica respectivamente, además esta última fue número uno en la lista Billboard Hot Country Songs de los Estados Unidos. En 2006 ganaron por primera y única vez un premio Grammy, en este caso a la mejor colaboración vocal country, por el dueto de la canción «Who Says You Can't Go Home?» interpretado junto con Jennifer Nettles, vocalista de Sugarland.
Durante la gira, Sambora tuvo importantes problemas familiares debido a que se encontraba en medio de un proceso de divorcio, además se fracturó el brazo, por lo que el tour estuvo a punto de suspenderse. Sin embargo, el guitarrista pudo continuar tocando aun con el brazo en cabestrillo y arrastrando una dura depresión. A pesar de todo, la gira gozó de una buena afluencia de público; en el verano de 2006 llenaron todos los estadios en donde tocaron y terminó en el Giants Stadium de Nueva Jersey, con tres conciertos con las entradas agotadas, los días 18, 19 y 30 de julio de 2006. Ese mismo año el grupo fue incluido en el extinto Salón de la Fama del Reino Unido y Jon Bon Jovi donó un millón de dólares a los damnificados del huracán Katrina.

### Madurez y giro musical:Lost Highway,The CircleyWhat About Now(2007-2013)

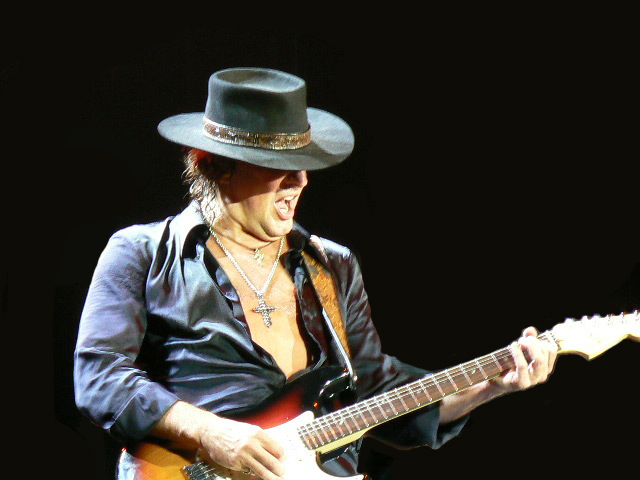
Richie Sambora durante un concierto en el O2 Arena de Londres.

Para crear su décimo disco se inspiraron en el sonido de Nashville, llamada «la ciudad de la música» por su potente industria discográfica, principalmente orientada al country. Para este proyecto pasaron varias semanas en dicha ciudad componiendo canciones con la colaboración de algunos artistas locales. El resultado fue Lost Highway, un disco influenciado por el sonido y la personalidad de Nashville que incluyó los duetos «We Got It Going On» con Big & Rich y «Till We Ain´t Strangers Anymore» con LeAnn Rimes, de esa manera repitieron la misma fórmula que con el sencillo «Who Says You Can't Go Home?» del disco anterior, que tan buenos resultados les dio. El primer sencillo, «(You Want To) Make a Memory», tuvo una buena acogida en los Estados Unidos, donde lograron su último disco de oro. «Lost Highway», «Whole Lot of Leavin'» y «Summertime» pasaron de puntillas, mientras que «Till We Ain´t Strangers Anymore» consiguió una nominación en los CMT Music Awards en la categoría de evento vocal del año. El álbum logró llegar al número uno del Billboard 200, algo que no conseguían desde 1988 con New Jersey.
El 6 de junio de 2007 grabaron por primera vez en su carrera un Unplugged para MTV, VH1 y CMT. Sin embargo, hubo que interrumpir la actuación en varias ocasiones, ya que Richie Sambora no se encontraba en buenas condiciones para tocar, debido a su estado de embriaguez. Poco después, se supo que el guitarrista estaba sumido en una profunda depresión, pues acababa de sufrir un divorcio doloroso y a ello se le sumó la muerte de su padre, motivos que le hicieron caer en el alcoholismo. Por esta razón decidió internarse en una clínica de rehabilitación durante dos semanas para tratar su adicción. Una vez recuperado, el 24 de junio participó con Bon Jovi en el acto de inauguración del O2 Arena de Londres. En un principio habían sido elegidos para inaugurar el nuevo Estadio Wembley, sin embargo, las obras se retrasaron y debido a problemas con el calendario —pues la agrupación estaba inmersa en una gira mundial y tenía fechas programadas— cancelaron su espectáculo y los reemplazó George Michael. En julio de ese año participaron en el Live Earth, una serie de conciertos benéficos para concienciar sobre el calentamiento global y en defensa del medio ambiente, en el que se dieron cita múltiples artistas de todo el mundo.

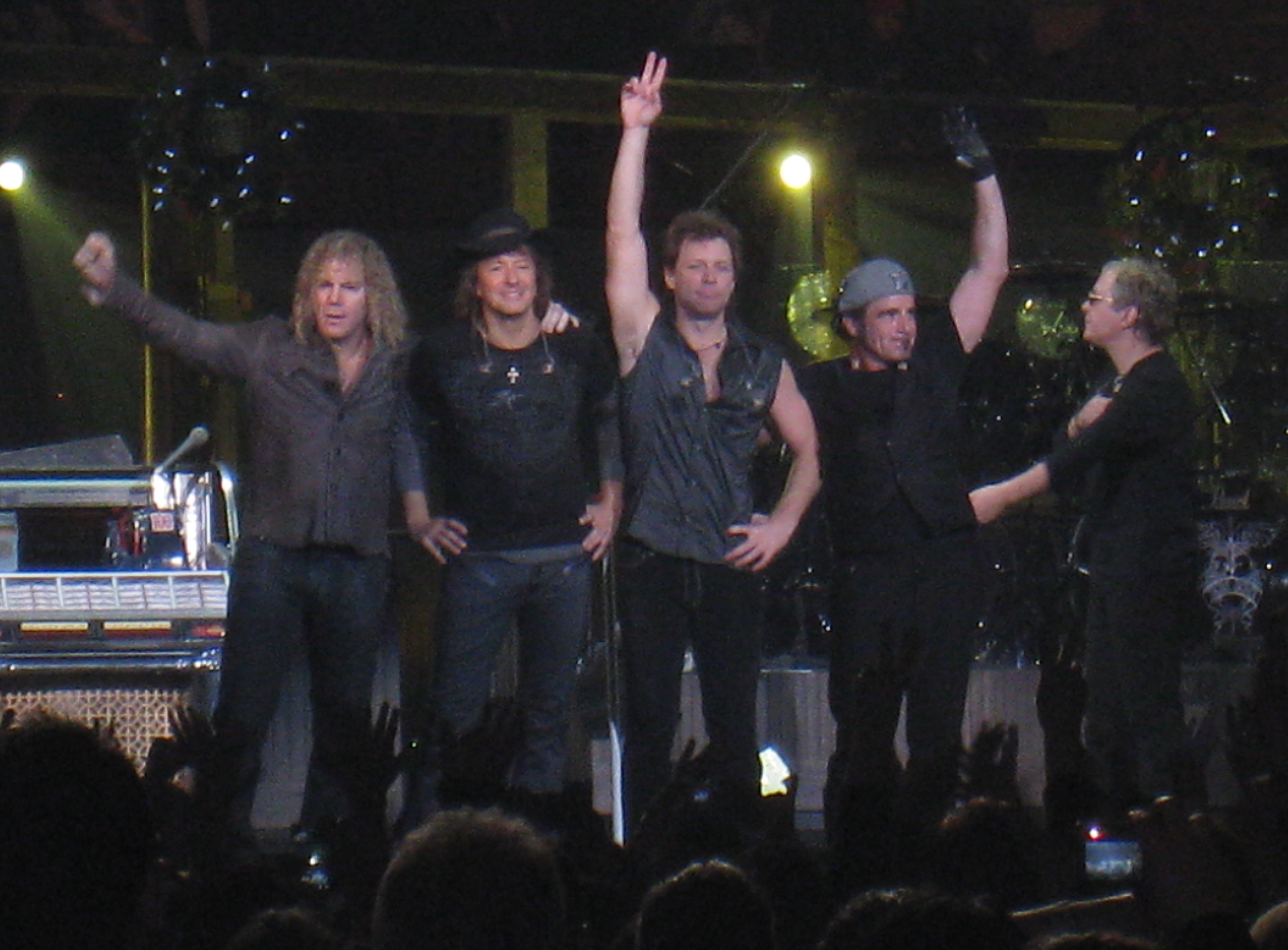
David Bryan, Richie Sambora, Jon Bon Jovi, Tico Torres y Hugh McDonald durante una actuación en Edmonton (Canadá), en 2007.

La estabilidad de Sambora en el grupo peligró cuando, en abril de 2008, lo detuvieron por dar positivo en un control de alcoholemia con una mujer y dos menores —una de ellas su hija— en el automóvil. A pesar de esta recaída en el alcohol, el guitarrista continuó de gira con total normalidad. El 31 de mayo Bon Jovi participó por primera vez en el festival Rock in Rio que se celebró en Lisboa ante 74 000 espectadores. Para concluir definitivamente el Lost Highway Tour ofrecieron dos conciertos seguidos en el Madison Square Garden de Nueva York los días 14 y 15 de julio de 2008. Ambos recitales fueron grabados y posteriormente publicados en Blu-ray bajo el nombre de Live at Madison Square Garden. A final de año, la revista Billboard confirmó que esta gira fue la que más dinero recaudó, seguida por las de Bruce Springsteen y Madonna. En junio de 2009 Jon Bon Jovi y Sambora grabaron junto con el cantante iraní Andranik Madadian una versión de «Stand by Me» para difundir la solidaridad con la gente de Irán.
En noviembre de ese año lanzaron su undécimo álbum de estudio, The Circle, en el que reflexionan sobre los problemas de la clase trabajadora. Su sonido estaba fuertemente influenciado por U2, con la intención de darle un aire serio y oscuro a las canciones y alejarse así de los himnos festivos y springstianos que los caracterizaban. Primero editaron el sencillo «We Weren't Born to Follow» y posteriormente «Superman Tonight». El tercer y último, «When We Were Beautiful», se utilizó para promocionar el documental de la banda —del mismo nombre— estrenado en cines poco después. La gira The Circle Tour se inició en febrero de 2010 y trajo consigo muchas sorpresas en cuanto al repertorio de los conciertos, ya que interpretaron temas de sus primeros discos que hacía más de veinte años que no tocaban, como «Roulette», «Tokyo Road» o «Only Lonely». El 4 de junio de 2010 Bon Jovi volvió a actuar en el Rock in Rio —en este caso celebrado en Madrid— ante 50 000 espectadores.

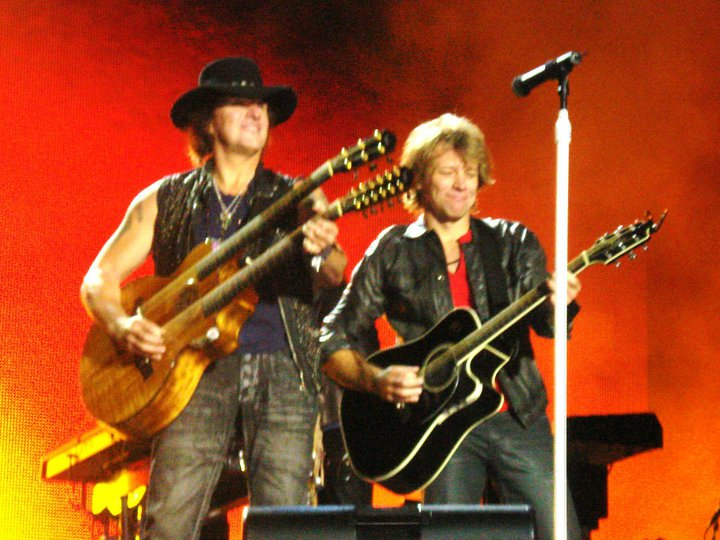
Jon Bon Jovi y Richie Sambora durante un concierto en Buenos Aires (Argentina).

El 9 de noviembre de 2010 sacaron a la venta el Greatest Hits —su segundo recopilatorio de grandes éxitos tras Cross Road— que incluyó cuatro temas inéditos: «No Apologies», «What Do You Got?», «This is Love This is Life» y «The More Things Change», además de un tema exclusivo para iTunes: «This Is Our House». El grupo realizó una gira de varios meses para promocionarlo, denominada Greatest Hits Tour, que comenzó en febrero de 2011 y terminó en julio del mismo año con los conciertos de Barcelona, San Sebastián y Lisboa. Durante esta gira Sambora fue reemplazado por el guitarrista Phil X en varias presentaciones, debido a sus recaídas. El primer sencillo para promocionar el Greatest Hist, «What do you got?», se editó en septiembre de 2010 y su videoclip se realizó como un montaje publicitario para la marca Sony. «No Apologies» y «This Is Our House» fueron lanzados como segundo y tercer sencillo respectivamente. En 2012 Jon Bon Jovi publicó el sencillo «Not Running Anymore», que formó parte de la banda sonora de la película Stand Up Guys de Al Pacino, y recibió una nominación al Globo de Oro en la categoría de mejor canción original. Por su parte, Sambora lanzó un nuevo álbum en solitario titulado Aftermath of the Lowdown, publicado en septiembre de 2012. El guitarrista tenía planeado salir de gira a partir de octubre, pero sus compromisos con Bon Jovi no le permitieron llevarla a cabo —aunque sí llegó a ofrecer algunos conciertos—.

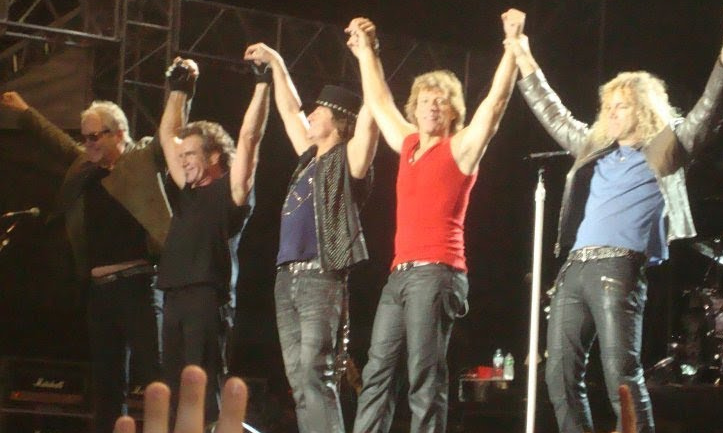
Bon Jovi realizando su característico saludo al finalizar un concierto en São Paulo (Brasil).

El 8 de marzo de 2013 se editó el nuevo álbum titulado What About Now, que volvió a apostar por un pop rock contemporáneo con elementos de U2, Coldplay, folclóricos y algo de Bruce Springsteen, siguiendo así en la línea de su predecesor. En enero se publicó el primer sencillo, «Because We Can», cuyo videoclip fue el último que grabó Sambora antes de abandonar la formación. Como segundo y último eligieron «What About Now», canción que da nombre al álbum. La gira Because We Can Tour dio inicio en los Estados Unidos para luego expandirse a nivel mundial a partir de mayo. Horas antes del concierto que dieron en Calgary (Alberta, Canadá) el 2 de abril de 2013, Jon Bon Jovi recibió una llamada de Sambora anunciándole que no se presentaría esa noche por «un asunto personal». Nuevamente le sustituyó Phil X, quien ya estuvo en trece conciertos durante el Greatest Hits Tour en 2011. El guitarrista se perdió definitivamente el resto de la gira norteamericana y, el 1 de mayo, se confirmó oficialmente que tampoco estaría presente para la gira europea, por lo que los rumores sobre un posible problema de salud o una disputa interna con sus compañeros cobraron más fuerza.

«Dije que quería un descanso. Acabábamos de terminar otra gira, acababa de deshacerme de un mal hábito y simplemente disfrutaba de mi tiempo con mi hija. En ese momento imaginé un año lleno de otras prioridades. Quería hacer mi propia música, estar más en casa y dar algunos conciertos con mi propia banda. Eso simplemente no fue aceptado. Me dieron a elegir: Regresa o márchate. Eso es duro cuando compartes treinta años de alegrías y tristezas».
Richie Sambora

Mientras tanto, Bon Jovi continuó su gira europea dando un concierto gratuito en Madrid en solidaridad por la situación económica en España. El 10 de septiembre, antes de un concierto en Ciudad de México, el batería Tico Torres se había encontrado indispuesto debido a una apendicitis, de la que tuvo que ser operado de urgencia. Solo dos semanas después se vio obligado a pasar de nuevo por el quirófano para ser operado de la vesícula, por lo que se perdió parte de la gira. Su lugar lo ocupó temporalmente Rich Scanella, sin embargo, no pudieron evitar la cancelación de algún concierto. El 20 de septiembre participaron por tercera vez en el festival Rock in Rio, esta vez celebrado en Río de Janeiro. El conjunto concluyó su gira mundial el 17 de diciembre de 2013 en Australia.

### Breve parón y salida de Richie Sambora (2014-2015)

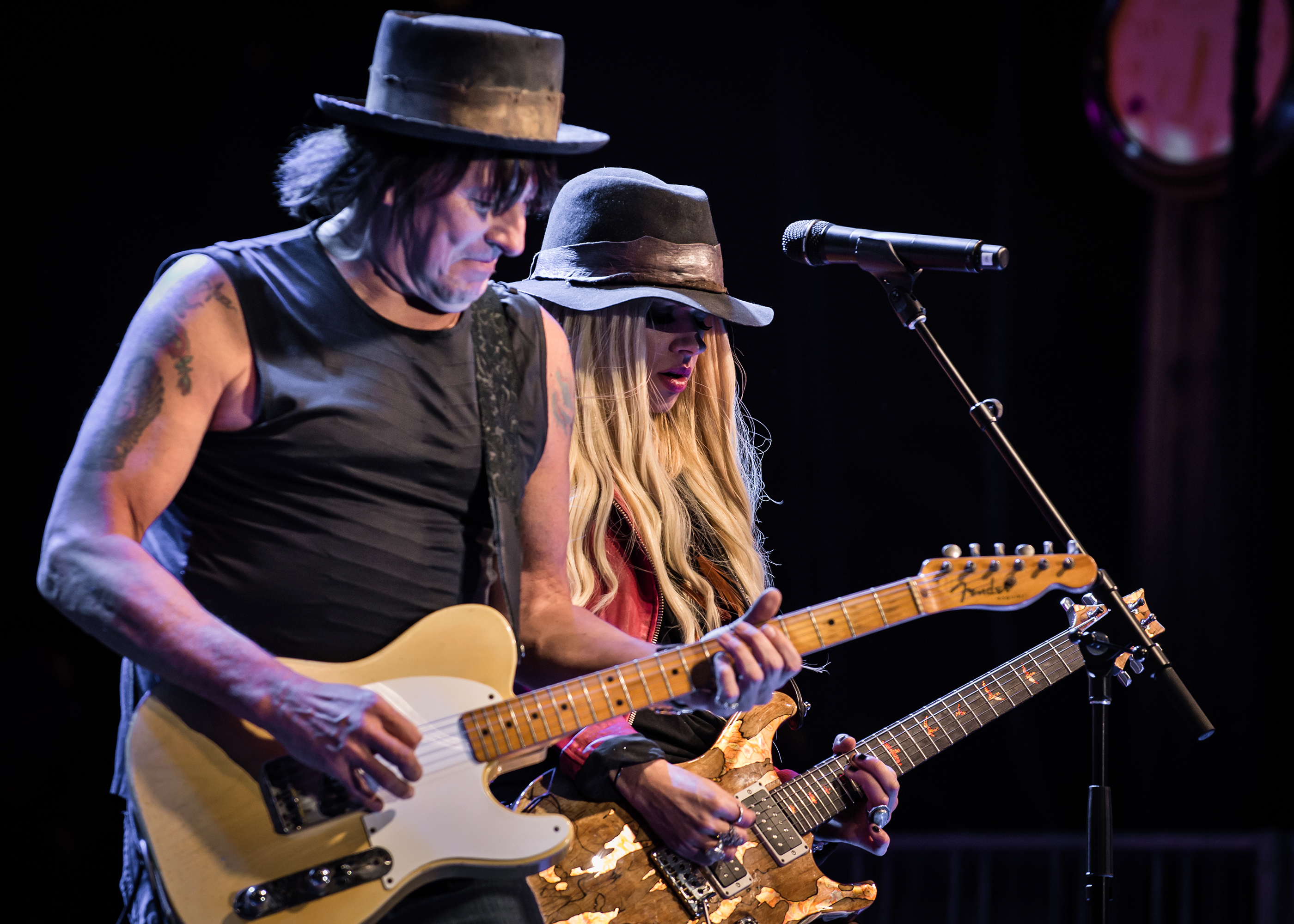
Richie Sambora actuando junto con Orianthi.

Richie Sambora retomó su carrera como solista y participó en la jam session que organizó Steven Tyler para celebrar el nuevo año 2014, en ella se dieron cita artistas como Alice Cooper o Sammy Hagar, entre otros. El concierto sirvió para recaudar fondos para un banco de alimentos y se celebró en un hotel de Maui (Hawái). Allí conoció a Orianthi, una joven guitarrista que había estado de gira con Alice Cooper y con la que, según ella, conectaron desde el primer instante. Ambos salieron de gira juntos y Orianthi anunció que colaboraría en el nuevo disco de Sambora. Más adelante formaron el dueto RSO y en 2018 publicaron Radio Free America.
| «No creo que vuelva. Estuve en la banda durante treinta años. Un maldito largo tiempo. Me perdí muchas cosas de mi vida. Trabajé mucho absurdamente, en la última gira que duró dieciocho meses. Siempre estuve allí para ellos. Escribí y produje muchas canciones. ¿Y cuántas partes de mi guitarra, finalmente, salieron en los discos? ¿Cuántos solos escuchas? En treinta años solo conseguí hacer tres álbumes en solitario. No he tenido vida familiar. En algún momento te preguntas: “¿Quién soy yo? ¿Soy un robot que funciona todo el tiempo, dieciocho meses seguidos, todos los días para la banda, todos los días la misma mierda?” Para mí, como músico, eso ya no era divertido. Cuando tuve que decidir entre la satisfacción y el dinero, escogí la satisfacción, ya tengo mucho dinero». —Richie Sambora en declaraciones a la revista alemana Gitarre&Bass. |

En mayo de 2014, Sambora volvió a hablar sobre Bon Jovi y de nuevo dejó patente su ruptura con el líder de la formación: «Ahora soy el jefe, no hay nadie ahí que me diga lo que hay que hacer. Siempre hubo temas que me atraían sobre los que Jon no quería cantar. Ahora puedo cantar lo que me plazca». Finalmente, el 14 de noviembre de 2014 Jon Bon Jovi hizo oficial la marcha definitiva de Richie Sambora: «Lo ha dejado, se ha marchado. Estar en un grupo no es una sentencia de por vida. No hay rencores». Tiempo después, el guitarrista afirmó que los últimos discos de Bon Jovi no fueron tan buenos como los de antes, que entraron en modo automático y él necesitaba un cambio.
El 31 de julio de 2015 estrenaron un nuevo sencillo llamado «Saturday Night Gave Me Sunday Morning». Universal Music Group confirmó —mediante comunicados de sus diversas filiales— que ese era el primero de un nuevo álbum llamado Burning Bridges. Este trabajo salió al mercado el 21 de agosto de 2015 y estaba formado en su mayoría por descartes de antiguas producciones como The Circle o What About Now. Más adelante se lanzó «We Don't Run» como segundo sencillo. Jon Bon Jovi especificó que lo hicieron para cumplir obligaciones contractuales con Mercury Records, por lo que no realizaron fotografías ni filmaron videoclips, además lo catalogó como «el fin de una era», ya que estaban a punto de abandonar la discográfica tras treinta y un años. También especificó que la gira Bon Jovi Live! era una excusa para reunirse con sus compañeros David Bryan y Tico Torres y que no tenía relación alguna con Burning Bridges. Debido a la falta de un guitarrista, el productor John Shanks grabó las partes de la guitarra. A finales de 2015 se llevó a cabo la mini gira Bon Jovi Live! realizada principalmente en Asia, con presentaciones en países como Indonesia, China, Malasia, Singapur, Taiwán, Catar o Israel. Esta gira no estuvo exenta de polémicas: en primer lugar, el Ministerio de Cultura de China canceló los conciertos que tenían programados en Pekín y Shanghái, sin especificar los motivos. Posteriormente, la visita de Bon Jovi a Israel tuvo cierta controversia cuando Roger Waters (exbajista de Pink Floyd) envió una carta a los tres miembros del grupo para pedirles que no tocaran ese país debido a sus «políticas de apartheid». A pesar de la misiva, decidieron tocar igualmente y Waters les acusó de apoyar al gobierno israelí.

### Regreso con la nueva formación:This House Is Not For Saley2020(2016-2023)

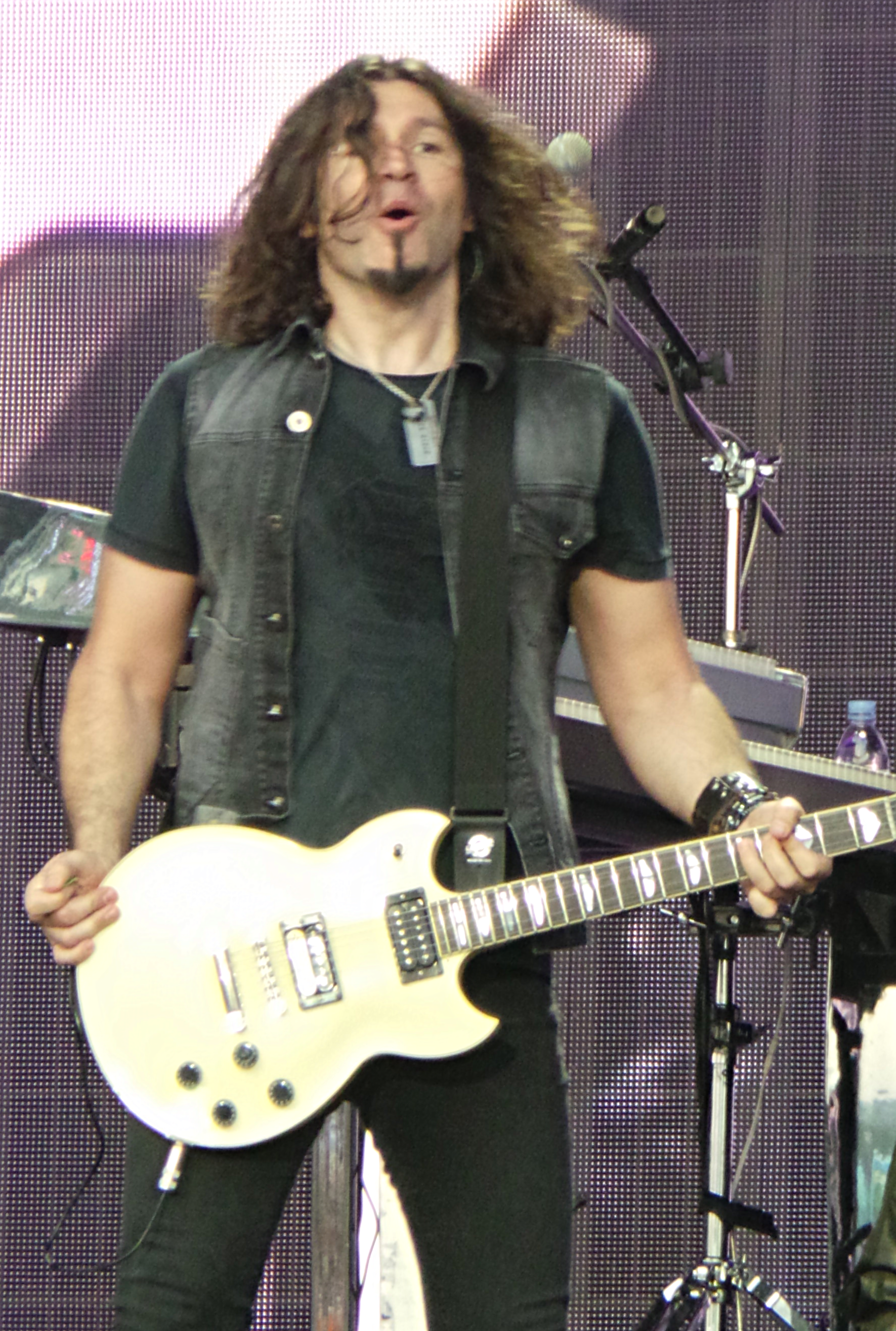
Phil X sustituyó a Richie Sambora como nuevo guitarrista de la banda.

En agosto de 2016 publicaron el primer sencillo homónimo del nuevo álbum, This House Is Not For Sale, y con él confirmaron al bajista Hugh McDonald y al guitarrista Phil X como miembros oficiales; ambos ya habían trabajado anteriormente con el grupo, el primero desde 1994 y el segundo desde 2011, por lo que volvieron a ser de nuevo un quinteto. El nuevo disco vio la luz el 4 de noviembre de 2016 con el sello de Mercury Records, con quienes Jon Bon Jovi había tenido una dura disputa a la hora de negociar el nuevo contrato, pero finalmente lograron llegar a un acuerdo bajo el paraguas de Universal Music. This House Is Not For Sale vuelve a insistir en el pop rock contemporáneo de anteriores entregas, pero con un sonido bastante más animado. En él, la banda habla de sí misma y sobre los acontecimientos que les han lastrado en los últimos años, además de enviar el mensaje de que Bon Jovi no se vende y que no es así como debe terminar su historia. Los demás sencillos fueron «Knockout», «Labor Of Love» y «Born Again Tomorrow», que no obtuvieron ninguna transcendencia y se quedaron fuera de las listas. En diciembre lanzaron el álbum en vivo Live from the London Palladium, grabado el 10 de octubre de ese año en una actuación privada celebrada en el Palladium de Londres. A principios de 2018 se publicó una reedición de This House Is Not For Sale que incluyó dos temas nuevos, «When we Were Us» y «Walls». Este último era una crítica al presidente estadounidense Donald Trump por el muro que ordenó levantar en la frontera con México, lo que se hace patente en frases como «derribemos los muros» y en las imágenes explícitas del videoclip.
La gira This House Is Not For Sale Tour se desarrolló principalmente en los Estados Unidos y América Latina durante 2017, y actuaron por cuarta vez en el festival Rock in Rio, en un recinto en el que se dieron cita 100 000 personas. Una de las novedades de la gira fue ver a John Shanks tocando en vivo con el grupo. Durante la gira el vocalista recibió duras críticas por el mal estado de su voz, que ya venía arrastrando desde giras anteriores, pero en esta empeoró significativamente. Además se le acusó de utilizar partes pregrabadas para enmascarar su deterioro vocal. La gira europea se celebró entre mayo y julio de 2019, allí visitaron países como España, Alemania o Reino Unido, entre otros. El 29 de septiembre viajaron a Río de Janeiro donde participaron por quinta vez en el Rock in Rio, para después concluir la gira mundial el 2 de octubre en el Estadio Nacional de Perú.

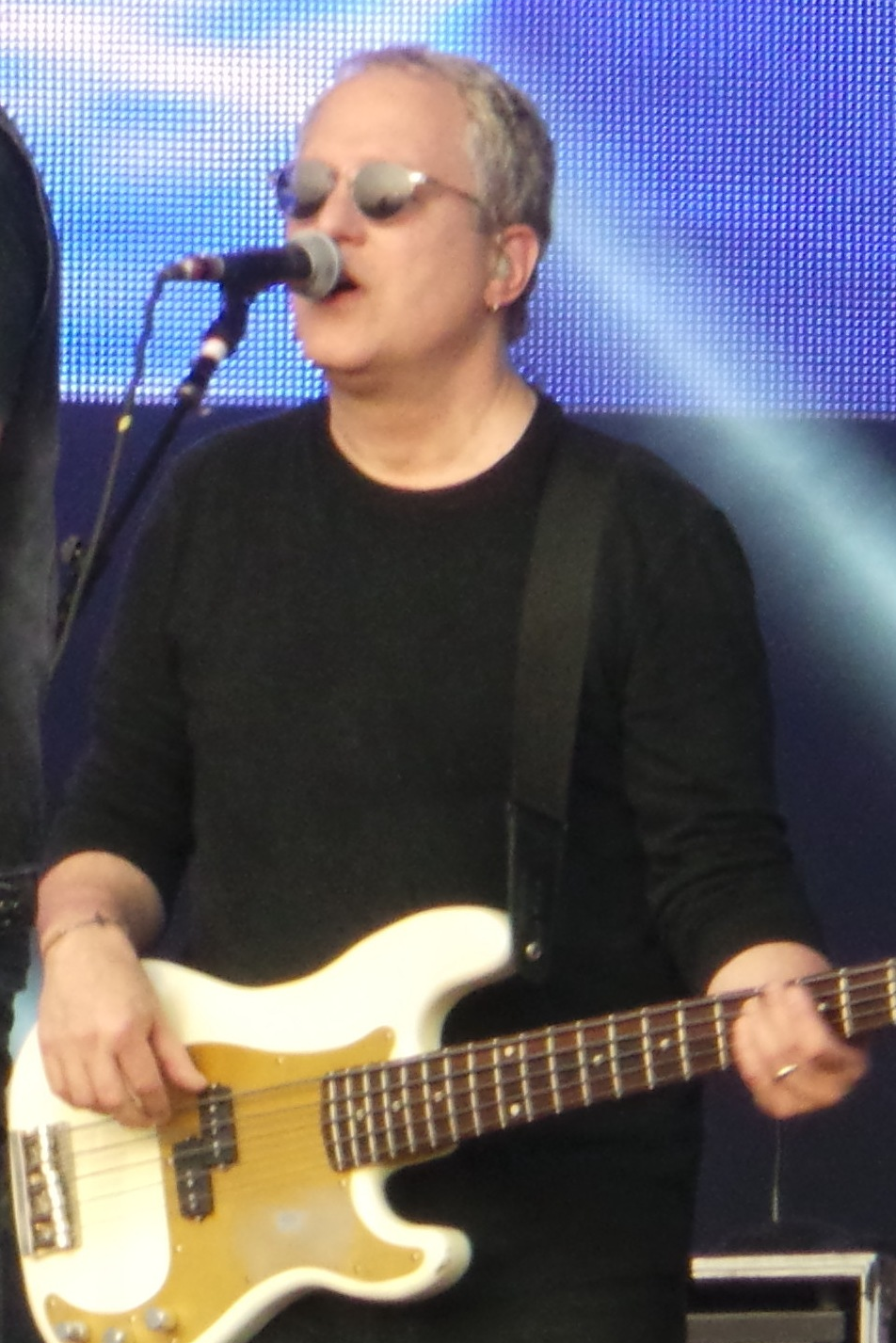
Hugh McDonald fue reconocido como miembro oficial en 2016, aunque formaba parte del grupo desde 1994.

En 2018 fueron incluidos en el Salón de la Fama del Rock and Roll. En el evento de inclusión, celebrado en abril, se reunieron todos los miembros originales y realizaron una breve actuación en la que tocaron los temas «You Give Love a Bad Name», «It's My Life», «When we Were Us» y «Livin'on A Prayer». En marzo de 2019 Jon Bon Jovi colgó un vídeo en Instagram —en el que aparecía la formación al completo en un estudio de grabación— para anunciar que estaban trabajando en un nuevo álbum. De acuerdo con Asbury Park Press, el estudio de grabación en el que se encontraban estaba ubicado en Nashville, mismo lugar donde se engendró Lost Highway en 2007. En agosto de ese año el vocalista reveló que el nuevo disco se llamaría 2020 y que trataría sobre temas «socialmente conscientes», incluidos los tiroteos de Texas y Ohio. En un principio estaba previsto para ser lanzado en mayo de 2020, al igual que el inicio de la nueva gira, pero debido a la pandemia de COVID-19 se pospuso su lanzamiento y se canceló la gira. Finalmente salió el 2 de octubre y tuvo una acogida muy pobre en los Estados Unidos; debutó en el puesto 19 de la lista Billboard 200 y la segunda semana cayó al 145, este fue su peor registro desde la salida de 7800° Fahrenheit en 1985.
El primer sencillo, «Unbroken», se publicó en noviembre de 2019 y es un tema acústico que trata sobre veteranos de guerra con trastorno de estrés postraumático. La pista figuró como tema principal en el documental To Be Of Service de Netflix, y el dinero recaudado por su venta se destinó íntegramente —durante el primer año— a la fundación Patriotic Sevice Dog, que intenta ayudar a estas personas a tener una vida más llevadera. El 20 de febrero de 2020 se publicó el segundo sencillo, «Limitless», con el que tratan de dar un mensaje de optimismo a la clase media estadounidense. El 10 de julio se lanzó el tercero, «American Reckoning», en el que la agrupación denuncia la muerte del afroamericano George Floyd a manos de la policía. Tan solo dos semanas después se publicó el cuarto sencillo, «Do What You Can», cuyo videoclip se estrenó el 25 de agosto y estaba dedicado a los «héroes cotidianos que luchan por superar esta pandemia», según rezaba un texto al final del mismo. Este sencillo tuvo una versión a dúo interpretada junto con Jennifer Nettles, una vieja conocida de la banda por haber realizado el dueto de la canción «Who Says You Can't Go Home?» en 2005. El quinto y último sencillo fue «Story of Love» —lanzado en febrero de 2021—, con el que Jon Bon Jovi rinde homenaje a su propia familia.
En abril de 2022 realizaron una minigira de quince conciertos por los Estados Unidos. Nuevamente el cantante recibió fuertes críticas debido al desgaste de su voz; fanáticos y críticos musicales coincidieron en señalar el agravamiento de su deterioro vocal, que ya era notable en sus últimas giras. El Pioneer Press calificó su voz de «escandalosamente pobre» y añadió: «Se esforzó durante las más de dos horas de concierto, pero no sólo estropeó el material más antiguo, que la banda toca ahora en un tono más bajo, sino también el material nuevo... Francamente, parece que se le ha olvidado cómo cantar». También el líder de The Darkness, Justin Hawkins, se mostró crítico con el vocalista al señalar que «la gente a su alrededor debería decirle que pare», además especuló que su problema de voz podría deberse a motivos psicológicos y le recomendó que buscase ayuda terapéutica. A finales de 2023, tras más de un año y medio de inactividad, publicaron el villancico «Christmas Isn’t Christmas», escrito por Jon Bon Jovi dos años atrás como dedicatoria a sus padres, que en aquel momento se encontraban enfermos y no pudieron asistir a la cena de Navidad: «El regalo fue que la Navidad unía a todos y, aunque no estábamos todos juntos, solo podemos estar ahí en nuestros recuerdos, en nuestros pensamientos y en nuestras oraciones» señaló el cantante.

### Forevery el 40.º aniversario (2024-presente)
A principios de 2024 Jon Bon Jovi anunció el inminente lanzamiento de un nuevo álbum para junio y la publicación del documental sobre la historia de la banda, denominado Thank you, Goodnight: The Bon Jovi Story, que se estrenó el 26 de abril. Asimismo, reconoció haberse realizado una cirugía para arreglar sus cuerdas vocales, que le habían estado lastrando desde hacía una década y aún se encontraba en vías de recuperación, además aseguró que si no podía estar «genial» lo dejaría.
Dos meses después confesó que no había organizada ninguna gira promocional para el nuevo disco porque aún se encontraba trabajando en mejorar su voz y, por primera vez, admitió la posibilidad de retirarse de los escenarios si no lograba solucionar ese problema: «Quiero actuar durante dos horas y media cada noche, cuatro noches a la semana, y sé lo bueno que puedo ser. Así que, si no puedo ser ese tipo... entonces se acabó.» (...) «Me destrozaré si no puedo volver a cantar en vivo, pero ¿qué hace un mariscal de campo cuando se enfrenta a la última pelota que lanzará? Esa es la situación en la que estoy. Quiero recordar los 40 años de Bon Jovi, esperar con ansias el nuevo álbum y apreciarlo todo. Esa es mi esperanza: encontrar alegría en todo esto.»
El 15 de marzo publicaron «Legendary» como el primer sencillo de su decimosexto álbum, el 17 de mayo le siguió «Living Proof», un tema de estilo hard roquero con talk box que recuerda a los clásicos de Bon Jovi,y el 30 de agosto editaron «The People’s House», cuyo videoclip —grabado junto al dúo The War and Treaty— vio la luz en octubre y vino acompañado de un reclamo político en favor de la candidata a las elecciones estadounidenses Kamala Harris. El nuevo disco, Forever, se lanzó el 7 de junio. En su primera semana alcanzó el número uno en Suiza y se posicionó entre los diez más vendidos en países como Alemania (2), España (3), Reino Unido (3), Australia (4), Estados Unidos (5) o Japón (5), entre otros, si bien a partir de la segunda semana se cayó de la mayoría de las listas y no obtuvo ninguna certificación.

## Estilo musical y artistas que influyeron a Bon Jovi
Los años ochenta, metal glamuroso y rock de estadio

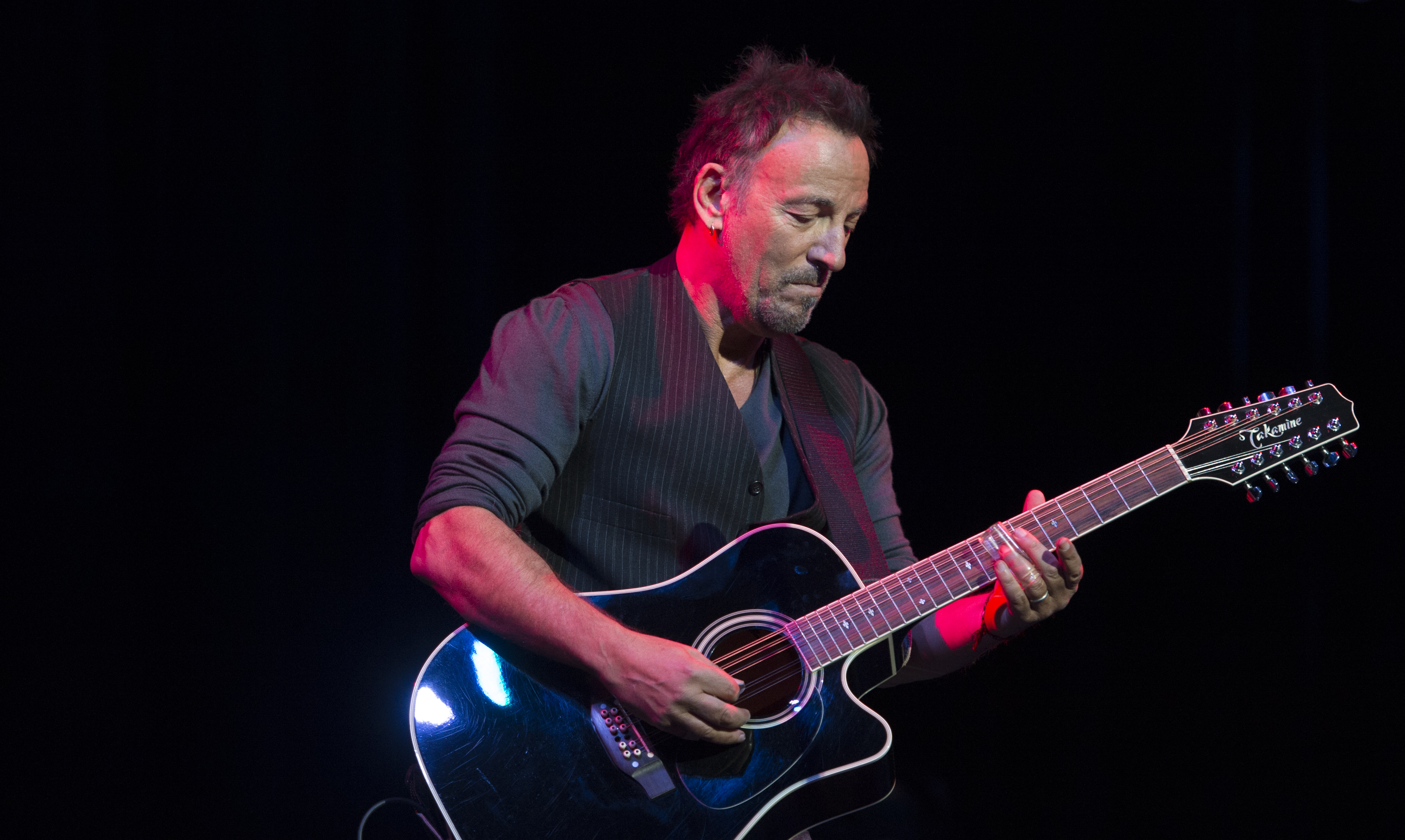
Bruce Springsteen ha sido una de las principales influencias de Bon Jovi durante toda su carrera.

A diferencia de las bandas de heavy metal tradicionales que apostaban por un sonido contundente y cuyas canciones hablaban de «sexo, drogas y rock & roll», Bon Jovi enfocó su música y sus letras en los adolescentes de la época, escribiendo sobre temas cotidianos con los que pudieran verse identificados. En sus comienzos nutrieron su música de una mezcla dinámica de hard rock y glam metal con coros de soft rock y sintetizadores al estilo Journey, Otro de los aspectos más característicos de su música, no solo en sus inicios, sino durante gran parte su carrera, era la composición de himnos de arena rock creados expresamente para ser interpretados en directo. La parte estética también fue un elemento muy importante para Bon Jovi y, aunque en su debut habían adoptado una más propia del heavy metal, en la que predominaba el color negro y los adornos de cuero, pronto se pasaron a la glam que ya lucían otros conjuntos como Mötley Crüe o Van Halen y que destacaba por el uso de prendas ajustadas y de colores llamativos, grandes melenas enlacadas y maquillaje.
Con el lanzamiento de Slippery When Wet en 1986, Bon Jovi no solo dio el impulso definitivo a su carrera, sino que también supuso el momento en el que el glam metal entró oficialmente en la corriente principal. Según el crítico Andrew Leahey, «este álbum presentó una combinación optimizada de pop, hard rock y metal que atrajo al gran público, especialmente a las chicas, a quienes el heavy metal tradicional a menudo ignoraba. Sin embargo, Slippery When Wet estaba más en deuda con el pop que con el metal y no hicieron ningún intento por ocultar su ambición comercial, evitando un sonido excesivamente pesado como el de Mötley Crüe o la complejidad técnica de Van Halen con el fin de lograr un sonido accesible para todos los públicos.» Con su cuarto álbum, New Jersey, continuaron por la senda del arena rock fabricando himnos pensados para ser tocados en grandes estadios, como «Lay Your Hands on Me», «Bad Medicine» o la power ballad «I'll Be There for You». Este trabajo también estuvo fuertemente influenciado por Bruce Springsteen, lo que se hace patente en canciones como «Born to Be My Baby». Otro de los elementos más característicos del Bon Jovi ochentero —y de los grupos de glam metal en general— fueron las power ballads, algo que supieron explotar comercialmente con temas como «Never Say Goodbye», «Living In Sin» o «I'll Be There for You».
Cambio y evolución musical en los años noventa

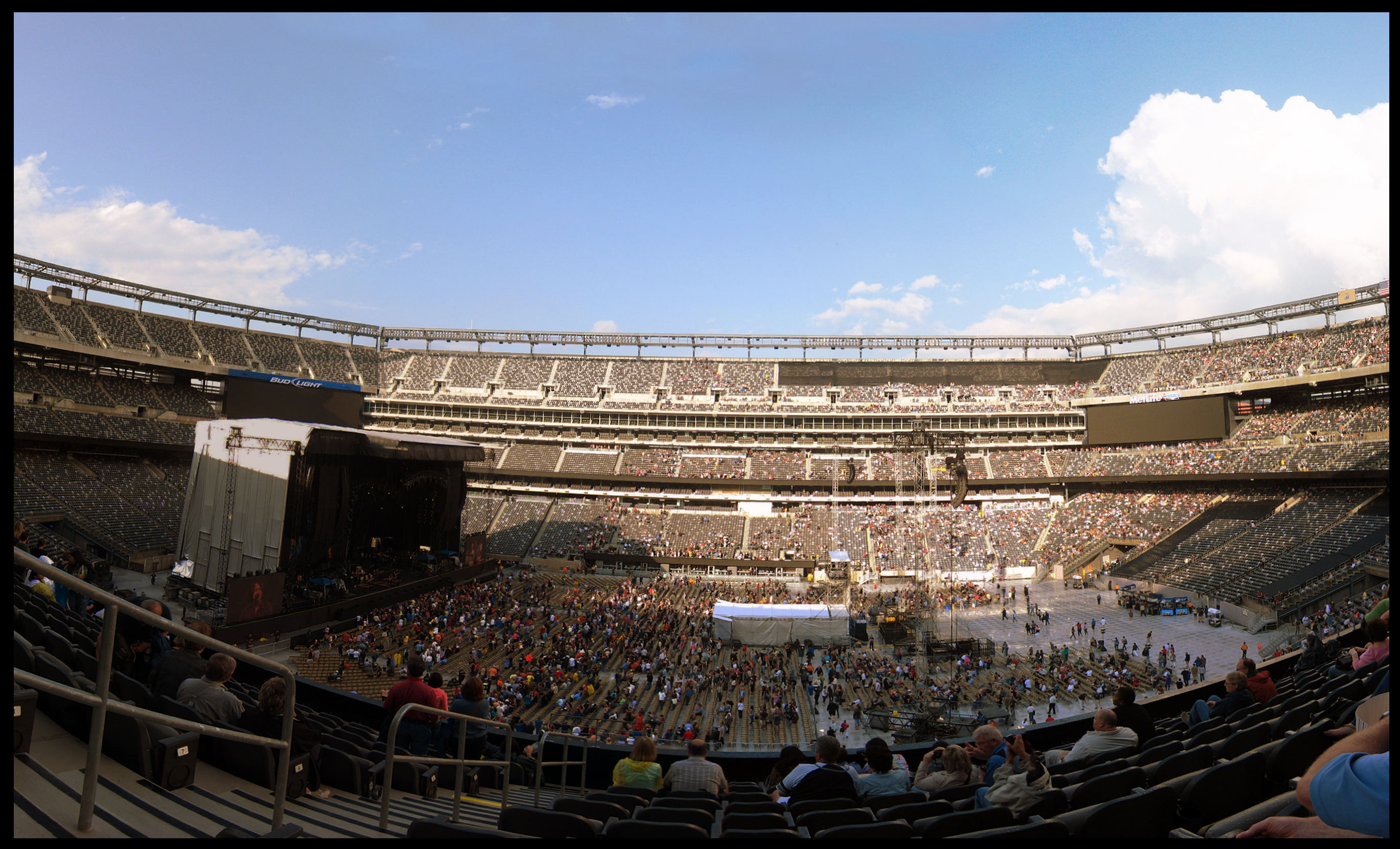
Los himnos de arena rock, pensados para ser tocados en grandes estadios, son uno de los elementos más representativos de Bon Jovi.

Con la llegada de los años noventa y el auge del grunge y del rock alternativo las bandas de glam metal se vieron obligadas a reinventarse, pero la gran mayoría fracasaron. Una de las pocas que lo logró y continuó teniendo éxito en la nueva década fue Bon Jovi. Con su álbum Keep the Faith de 1992 dejaron atrás las festivas melodías ochenteras y adoptó un sonido hard rock más maduro, con letras que adquirieron un concepto más social. A pesar de ello, la influencia de Bruce Springsteen y su Tunnel of Love seguía patente en algunos temas como «I Believe» o «I'll Sleep When I'm Dead», esta última con un marcado corte de arena rock, además de la extensa «Dry County», que hace referencia al declive de la industria petrolera y sus efectos en la gente común. Por su parte, «Bed of Roses» se inspira en las baladas contemporáneas de Bryan Adams. Al igual que su música también cambiaron su estética, dejando atrás las extravagantes vestimentas del glam metal y sustituyéndolas por un estilo más acorde a los nuevos tiempos. Bon Jovi continuó hablando de temas sociales con su segundo álbum de esta década, These Days, en un tono más oscuro y más crítico que el anterior, cuyo estilo es adult contemporary o música enfocada a adultos. Jon Bon Jovi reconoció que durante la creación de este álbum había estado escuchando a grupos alternativos como Nine Inch Nails o Tool que le proporcionaron ideas muy válidas para este disco y confesó haber tomado elementos de este tipo de conjuntos para refrescar su sonido. El disco se mueve principalmente en el pop rock contemporáneo, si bien aún se pueden encontrar algunas canciones de hard rock como «Hey God» o «Damned», esta última con un marcado aire a «Sympathy for the Devil» de los Rolling Stones.
2000-2024, de las melodías positivas a los temas sombríos y la reflexión social

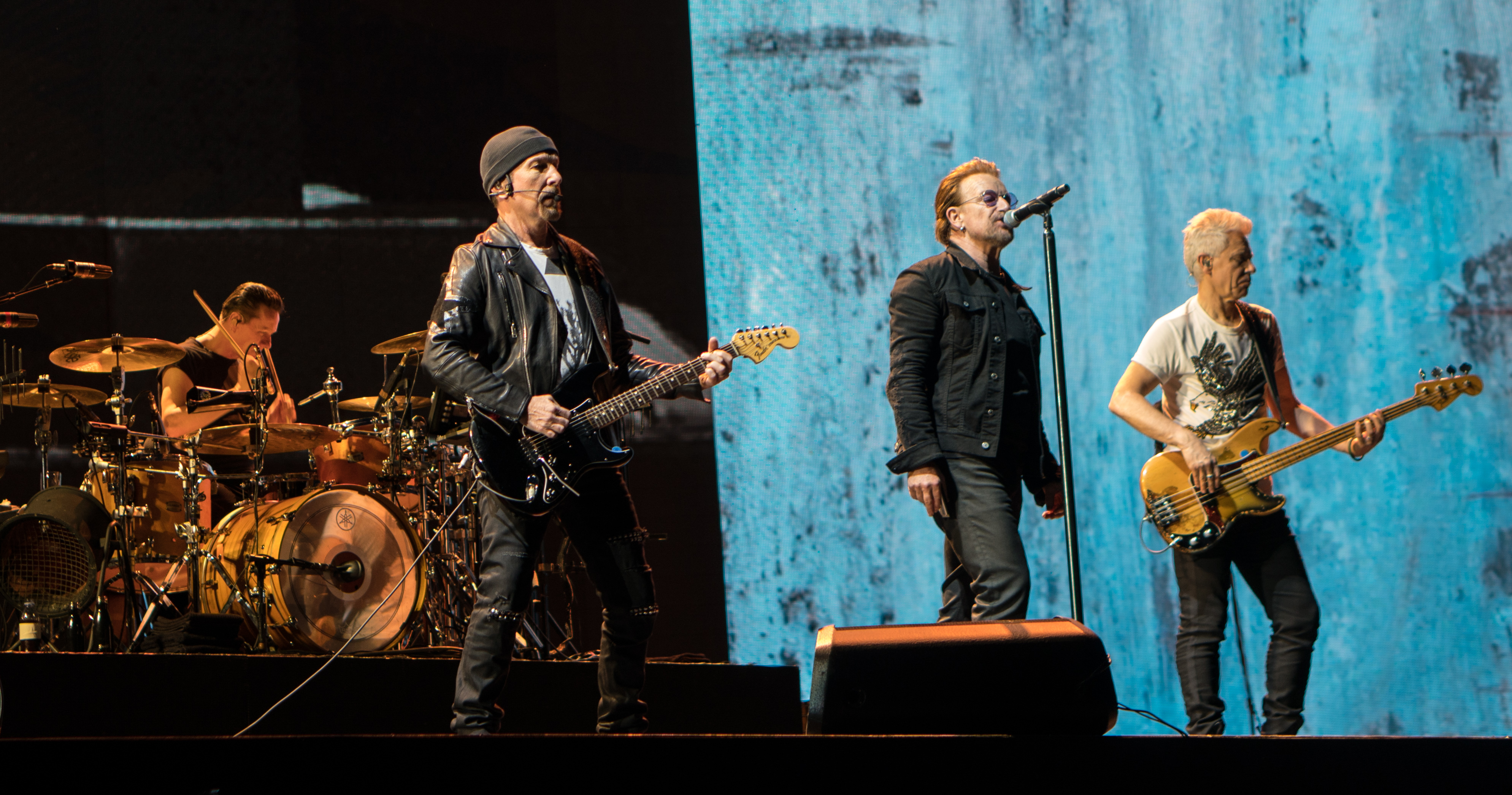
U2 sirvió de inspiración a Bon Jovi en algunos de sus álbumes.

En 2000 con el álbum Crush, Bon Jovi apostó por un rock más cálido y alegre, las letras de sus canciones dejaron de hablar de temas serios y se centraron en contar su propia historia. Musicalmente es un disco variado que contiene algunas canciones de hard rock convencional, guiños al brit pop de The Beatles, el glamur británico al estilo T. Rex o David Bowie y a las baladas contemporáneas de Bryan Adams. Con Bounce (2002) dieron un giro de timón y optaron por un hard rock mucho más pesado y serio, con unas letras que de nuevo volvían a hablar de temas serios, como los atentados del 11-S. La banda continuó en esta dinámica en Have a Nice Day de 2005, un álbum de hard rock en el que la letra volvía a adquirir un matiz importante hablando de temas serios y con aires de protesta, pero sin llegar a ser explícitos. En 2007 se inspiraron en la escena country de Nashville para crear su álbum Lost Highway, aprovechando el buen momento del que gozaba este género en el mercado comercial estadounidense por esos años. Este álbum mezcla el pop rock y los himnos de arena tradicionales de Bon Jovi con algunos elementos del country como el violín o la guitarra de acero. A eso se le suma el dueto «We Got It Going On» con Big & Rich, un tema que contiene todos los clichés de la típica canción de bar de carretera estadounidense, otro con LeAnn Rimes en forma de balada y una imitación de Toby Keith como «Summertime». Posteriormente abandonaron los ritmos festivos de Lost Highway y volvieron a ponerse serios con The Circle (2009), un álbum oscuro y reflexivo que hablaba sobre la crisis económica de 2008 y sus consecuencias para la clase trabajadora. El sonido estaba fuertemente influenciado por U2, alejándose así de los ritmos «springstianos» que habían acompañado al grupo durante la mayor parte de su carrera. Los ecos de las guitarras retardadas, los teclados relucientes y los ritmos espaciosos inundan este álbum con un contexto especialmente sombrío. Con What About Now (2013) Bon Jovi insiste en la temática sombría y reflexiva de su anterior trabajo. Este une elementos de U2, country contemporáneo, Coldplay, folk punteado y Bruce Springsteen, mas su tema «The Fighter» puede contener referencias a «The Boxer» de Simon and Garfunkel.
Tras su ruptura con el guitarrista Richie Sambora, regresaron a escena en 2016 con This House Is Not For Sale, un álbum en el que el grupo habla de sí mismo y de sus últimos acontecimientos, con algunas referencias a su excompañero Sambora. Musicalmente esta producción retrocede a los tiempos de Have A Nice Day, sin ofrecer ningún sonido nuevo que los ya conocidos anteriormente, si bien presenta un tono más alegre y animado que rompe con la temática sombría de los últimos discos. Cuatro años después vio la luz 2020, con el que Jon Bon Jovi volvía a darle más importancia a la letra que a la música, tratando temas como la agitación política previa a las elecciones estadounidenses y agregando canciones sobre guerra, enfermedad, empatía y compasión, recuperando así la actitud sombría de anteriores trabajos. En su último álbum, Forever (2024), Jon Bon Jovi tiró de nostalgia y se centró en hablar de su propia historia y del legado de la banda, aunque no de forma explícita, y dedicó la canción «Kiss the Bride» a su hija. Musicalmente, se erigió como un trabajo más calmado y más enfocado al adult contemporary que al clásico arena rock que antiguamente les caracterizaba, con un gran número de canciones lentas y medios tiempos que no exigían demasiado a la desgastada voz del cantante.

## Influencia de Bon Jovi en la música y sobre otros artistas

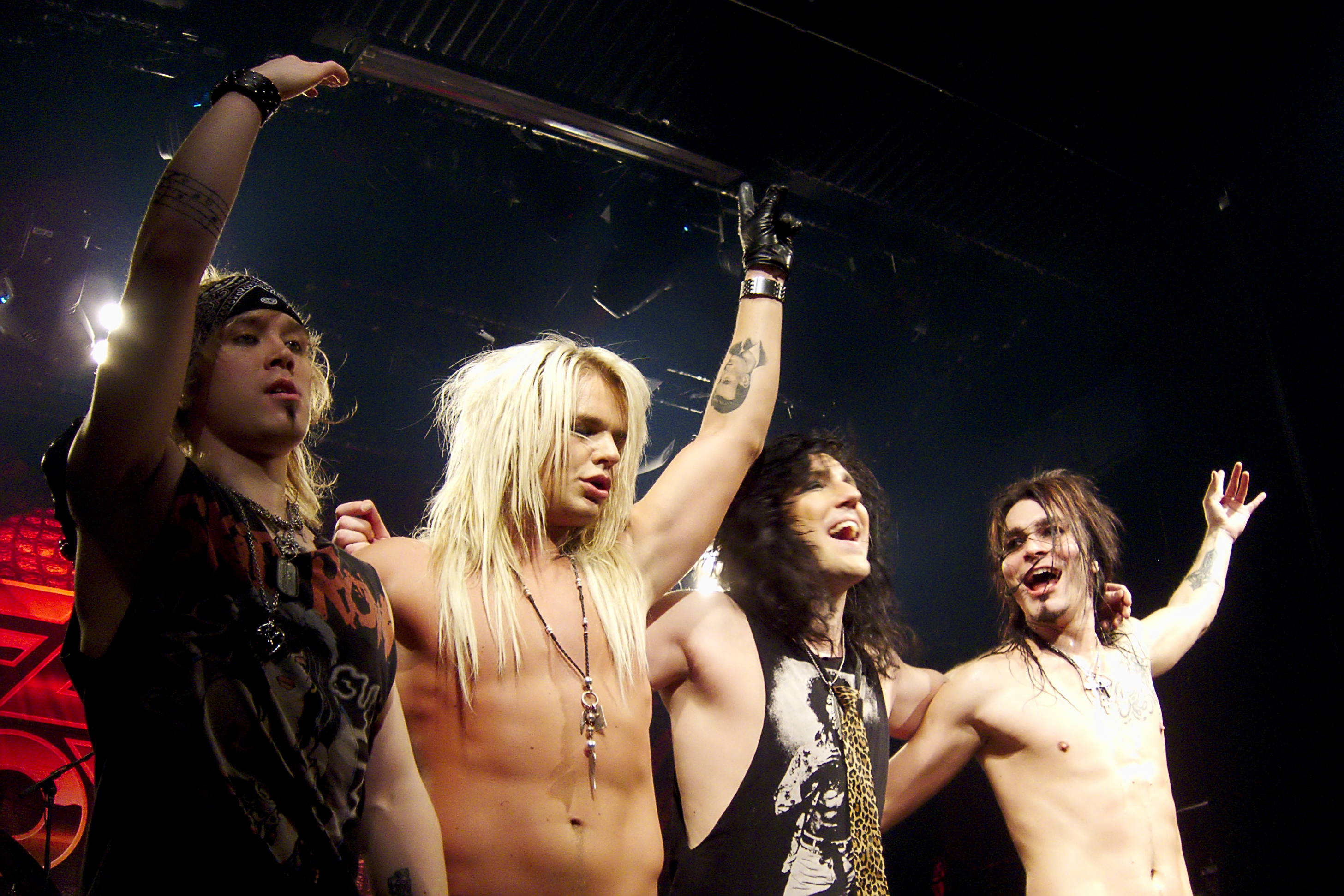
Reckless Love, uno de los conjuntos influenciados por Bon Jovi.

Bon Jovi fue la banda que catapultó el glam metal a las listas de éxitos con su álbum Slippery When Wet de 1986. A raíz de esto muchas bandas de hard rock decidieron adoptar la misma fórmula, entre ellas algunas que ya contaban con cierto recorrido en la música como Whitesnake o Def Leppard, cuyos álbumes 1987 y Hysteria cosecharon grandes ventas. Esto propició la era dorada del glam metal, que se extendió hasta la irrupción del grunge en 1991. Otras agrupaciones de la corriente glam que se vieron influenciadas por Bon Jovi fueron Warrant, Skid Row, Cinderella, Slaughter o FireHouse. En los años noventa influyó, en distinta medida, a formaciones como Alice In Chains —en su tema «Man in the Box» que coge elementos de «Livin' on a Prayer»—, Goo Goo Dolls, Mr. Big, Enuff Z'Nuff, Ugly Kid Joe o Andrew W.K., y en la siguiente década también a My Chemical Romance, cuyo líder Gerard Way reconoció ser un fanático del grupo. A partir de los años dos mil el glam metal experimentó un leve resurgimiento de la mano de nuevas bandas que retomaron el género y se inspiraron en las antiguas hair bands de los ochenta, algunas de las cuales se nutrieron del sonido de Bon Jovi, como es el caso de Reckless Love, Wig Wam, Crazy Lixx, Black Rain o H.E.A.T. Según la revista Rolling Stone, el quinteto de Nueva Jersey también influyó en el sonido country contemporáneo, sirviendo de inspiración a artistas como Kip Moore, Brantley Gilbert, A Thousand Horses o Trace Adkins. A este respecto, el Salón de la Fama del Rock and Roll afirma que sentaron las bases para que muchos músicos de country como Sugarland, Jason Aldean y Dierks Bentley incorporaran el rock a su estilo country.

## Discografía
|  | Para más detalles, consultar Discografía de Bon Jovi |

| - Bon Jovi (1984) - 7800° Fahrenheit (1985) - Slippery When Wet (1986) - New Jersey (1988) - Keep the Faith (1992) - These Days (1995) - Crush (2000) - Bounce (2002) | - Have a Nice Day (2005) - Lost Highway (2007) - The Circle (2009) - What About Now (2013) - Burning Bridges (2015) - This House Is Not For Sale (2016) - 2020 (2020) - Forever (2024) |

## Giras musicales
| - Bon Jovi Tour (1984) - 7800º Fahrenheit Tour (1985) - Without End Tour (1986 - 1987) - New Jersey Syndicate Tour (1988 - 1990) - Keep the Faith Tour (1993) - I'll Sleep When I'm Dead Tour (1993) - Cross Road Promo Tour (1994) - These Days Tour (1995 - 1996) - Crush Tour (2000) - One Wild Night Tour (2001) | - Bounce Tour (2002 - 2003) - Have a Nice Day Tour (2005 - 2006) - Lost Highway Tour (2007 - 2008) - The Circle Tour (2010) - Greatest Hits Tour (2011) - Because We Can Tour (2013) - Bon Jovi Live! (2015) - This House Is Not For Sale Tour (2017 - 2019) - Bon Jovi 2022 Tour (2022) |

## Miembros

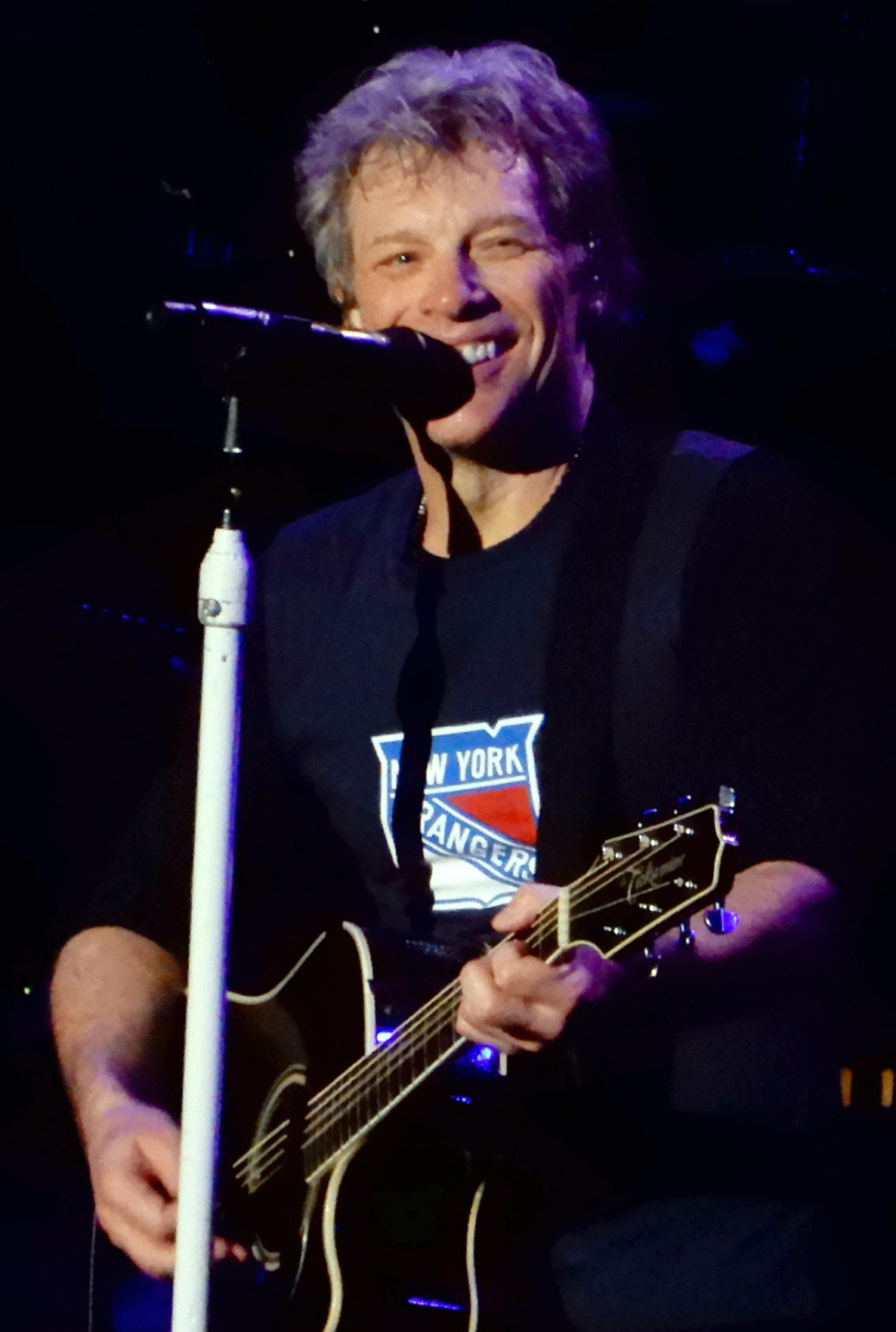
Jon Bon Jovi Líder, vocalista, guitarrista Desde 1983
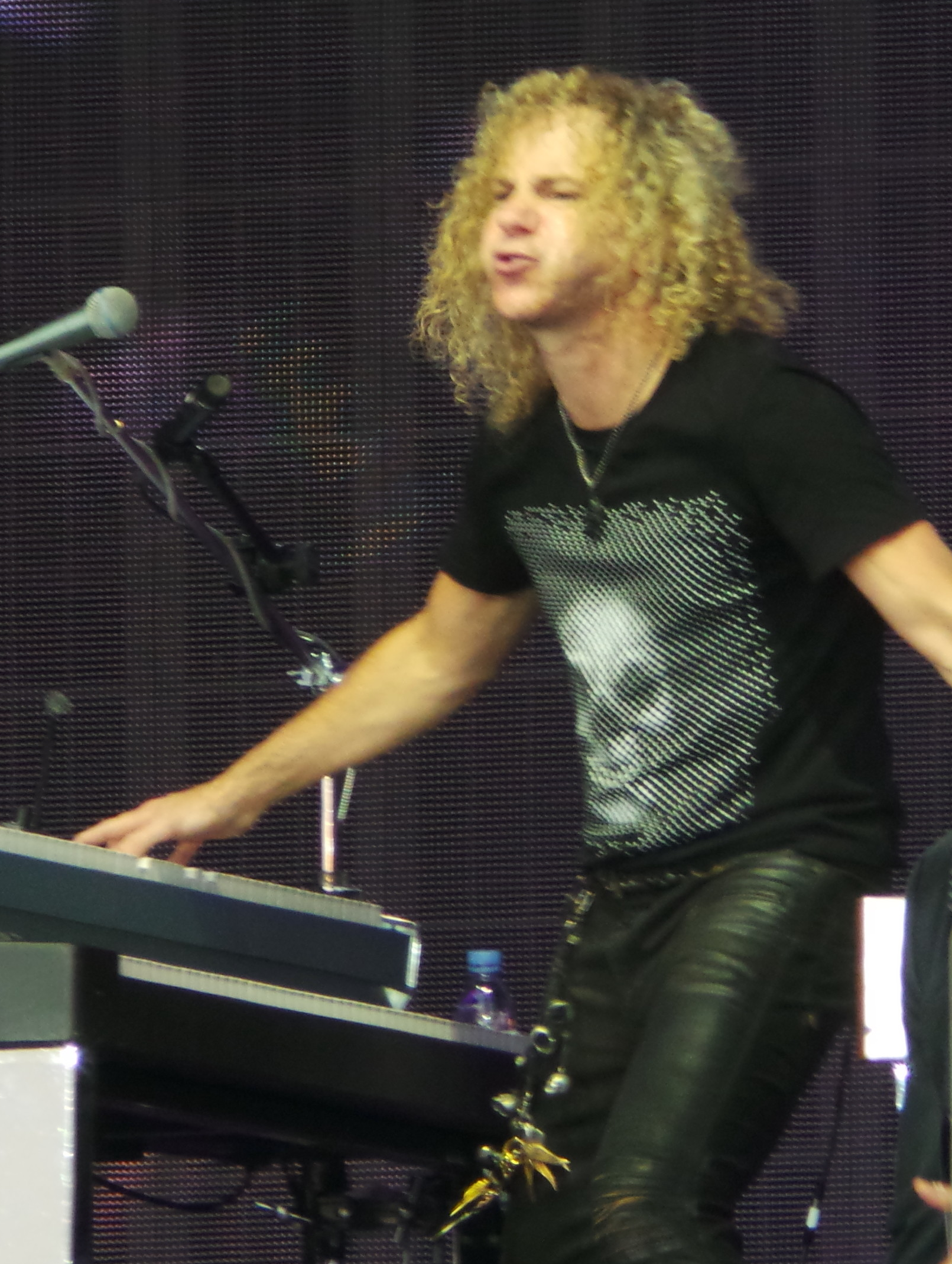
David Bryan Teclista, pianista Desde 1983
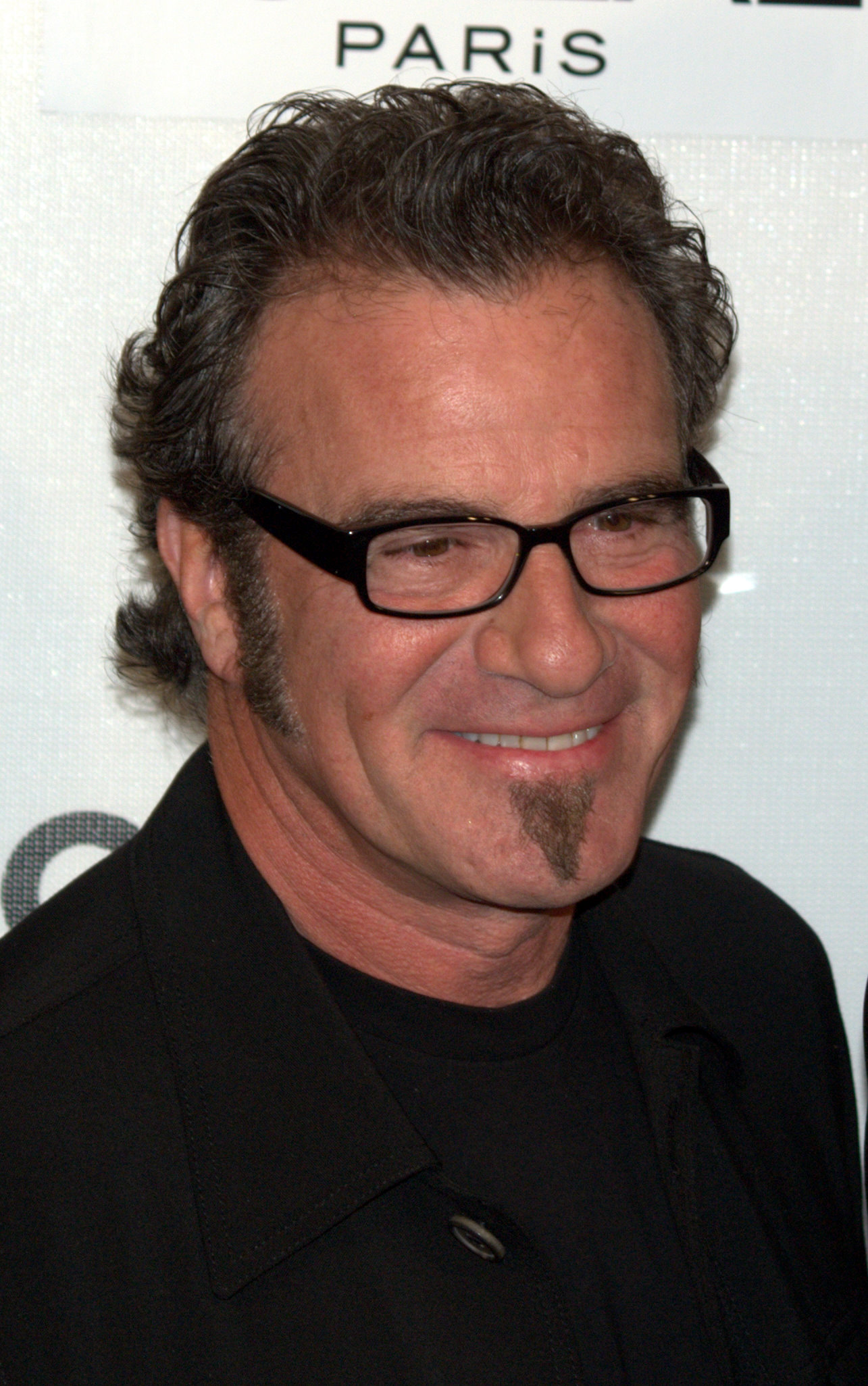
Tico Torres Batería, percusionista Desde 1983
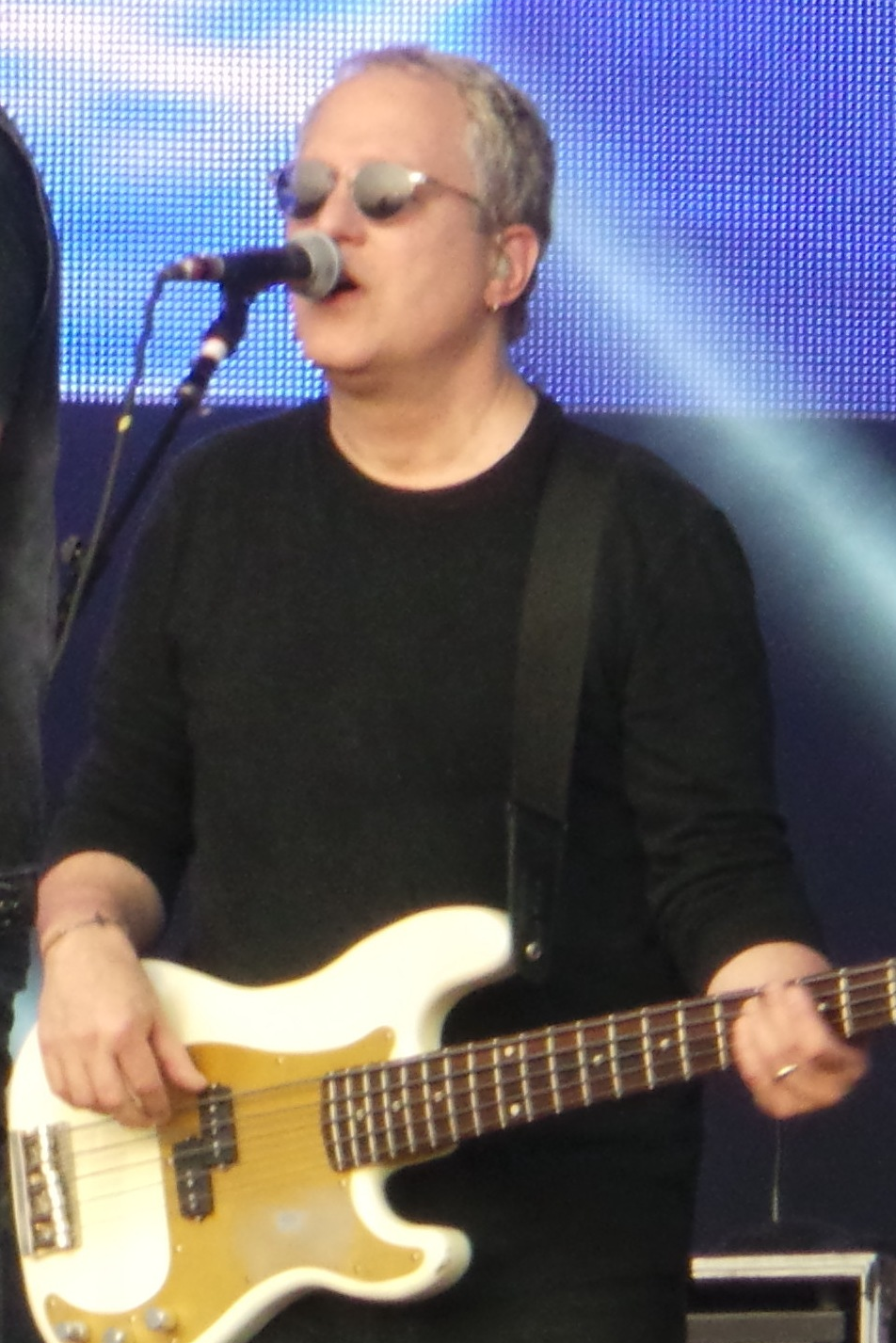
Hugh McDonald Bajista Desde 2016 (desde 1994 como miembro no oficial)
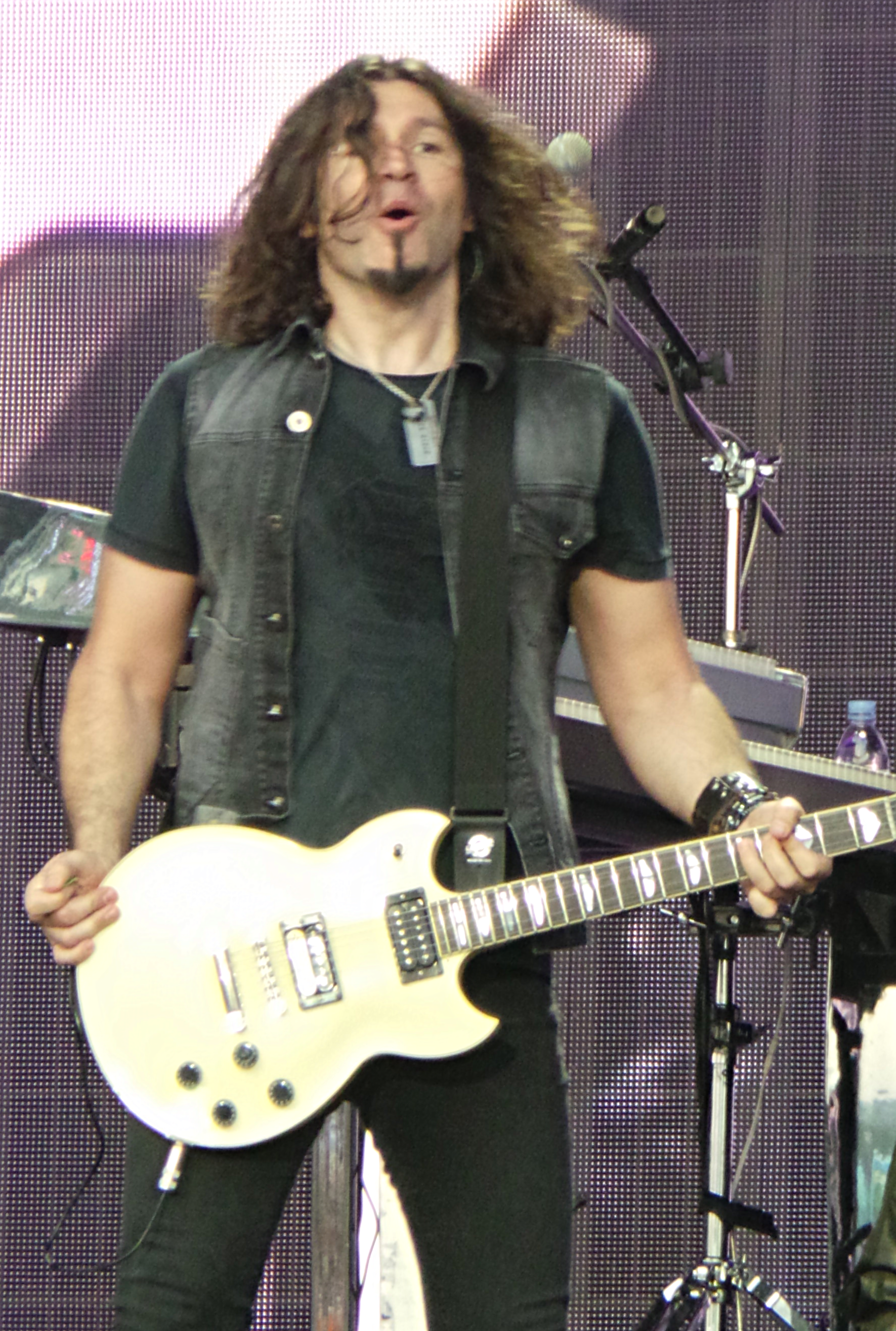
Phil X Guitarrista Desde 2016 (desde 2011 como miembro no oficial)

Miembros actuales
- Jon Bon Jovi: Voz, guitarra, maracas, armónica (1983-presente)
- David Bryan: Teclados, piano, coros, ocasionalmente voz (1983-presente)
- Tico Torres: Batería, percusión, ocasionalmente coros y voz (1983-presente)
- Hugh McDonald: Bajo, coros (2016-presente; como miembro en directo: 1994-2016; como miembro en estudio: 1983-2016)
- Phil X: Guitarra, talk box, coros, ocasionalmente voz (2016-presente; como miembro en directo: 2013-2016; como sustituto: 2011)
- Everett Bradley: Percusión, coros (2024-presente; como miembro en directo y en estudio: 2003-2004, 2016-2024)[280]
- John Shanks: Guitarra, coros (2024-presente; como miembro en directo: 2016-2024; como miembro en estudio: 2004-2024)[281]

Antiguos miembros
- Dave Sabo: Guitarra, coros (1983)[10]
- Alec John Such: Bajo, coros (1983-1994)[10]
- Richie Sambora: Guitarra, talk box, coros, ocasionalmente voz (1983-2013)[10]

Antiguos miembros en directo
- Bobby Bandiera: Guitarra, coros (2005-2015)[282]
- Lorenza Ponce: Violín, viola, violonchelo, coros (2005-2009, 2015)[283]
- Jeff Kazee: Órgano Hammond, teclados, coros (2005-2006; como sustituto: 2010)[284]
- Kurt Johnston: Pedal steel guitar, banjo, mandolina, dobro, coros (2006-2008)[285]
- Rich Scanella: Batería, percusión (2013)[184]
- Matt O'Ree: Guitarra, coros (2015)[286]
- Greg Mayo: Teclados (2020)